# 코파 델 레이 2022-23
코파 델 레이 2022-23(스페인어: Copa del Rey de Fútbol 2022-23)는 코파 델 레이의 119번째 시즌이다. 우승 구단은 유로파리그 조별 리그 진출권을 확보할 수 있으나, 이 시즌 우승을 거둔 레알 마드리드는 리그 성적으로 유럽대항전 진출권을 확보하여, 진출권은 라 리가 차상위 성적을 거둔 구단에게 주어졌고, 유로파 컨퍼런스리그 진출권도 그 아래 순위의 구단에게 주어졌다. 결승에 진출한 두 구단 모두 4개 구단이 경쟁하는 수페르코파 데 에스파냐 참가권을 획득했다.
전 시즌에 결승전에서 승부차기 끝에 발렌시아를 이기고 정상에 오른 베티스는 16강전에 오사수나에 패했는데, 오사수나는 결승전까지 올라 레알 마드리드에 1-2로 패해 준우승에 만족해야 했다. 마드리드는 2014년 이래 7년 만이자 통산 20번째 대회 우승을 거두었다.
스페인 전국 시간은 2022년 10월 29일까지와 2023년 3월 26일부터는 중앙 유럽 표준시(UTC+02:00)를 기준으로, 나머지(동절기)는 중앙 유럽 표준시(UTC+1)을 기준으로 되어 있다. 단 카나리아 제도에서 진행된 경기는 서유럽 표준시(UTC±00:00)를 기준으로 되어 있다.

## 일정과 형식
2022년 8월, 스페인 왕립 축구 연맹은 시즌 일정을 발표했고, 전 시즌과 동일한 형식으로 대회를 진행할 것임을 발표했다.
| 단계     | 추첨 날짜        | 경기 날짜               | 편성 쌍 수 | 구단 수   | 상세 정보 |
| -------- | ---------------- | ----------------------- | ---------- | --------- | --- |
| 예선     | 2022년 10월 3일  | 2022년 10월 19일        | 10         | 125 → 115 | 합류: 2021-22 시즌 6부 자격으로 참가. 상대 시드: 구단들은 지역 조건에 따라 맞대결 성사. 지역 시드: 추첨에 따라 결정. 토너먼트전 형식: 단판 승부                                                                                                |
| 1라운드  | 2022년 10월 24일 | 2022년 11월 12일 ~ 13일 | 55         | 115 → 60  | 합류: 수페르코파 데 에스파냐 참가 4개 구단, 프리메라 디비시온 RFEF 우승 구단을 제외한 모든 본선 진출 구단. 상대 시드: 라 리가 소속 구단들은 최하부 리그 구단 상대. 지역 시드: 하부 리그 구단의 안방에서 경기 진행. 토너먼트전 형식: 단판 승부. |
| 2라운드  | 2022년 11월 16일 | 2022년 12월 20일 ~ 22일 | 28         | 60 → 32   | 합류: 프리메라 디비시온 RFEF 우승 구단 상대 시드: 라 리가 소속 구단들은 최하부 리그 구단 상대. 지역 시드: 하부 리그 구단의 안방에서 경기 진행. 토너먼트전 형식: 단판 승부.                                                                     |
| 32강전   | 2022년 12월 23일 | 2023년 1월 3일 ~ 5일    | 16         | 32 → 16   | 합류: 수페르코파 데 에스파냐 참가 4개 구단. 상대 시드: 라 리가 소속 구단들은 최하부 리그 구단 상대. 지역 시드: 하부 리그 구단의 안방에서 경기 진행. 토너먼트전 형식: 단판 승부.                                                                |
| 16강전   | 2023년 1월 7일   | 2023년 1월 17일 ~ 19일  | 8          | 16 → 8    | 상대 시드: 라 리가 소속 구단들은 최하부 리그 구단 상대. 지역 시드: 하부 리그 구단의 안방에서 경기 진행. 토너먼트전 형식: 단판 승부. |
| 8강전    | 2023년 1월 20일  | 2022년 1월 25일 ~ 26일  | 4          | 8 → 4     | 상대 시드: 추첨에 따라 결정. 지역 시드: 추첨에 따라 결정. 토너먼트전 형식: 단판 승부. |
| 준결승전 | 2023년 1월 30일  | 2023년 3월 1일 ~ 2일    | 2          | 4 → 2     | 상대 시드: 추첨에 따라 결정. 지역 시드: 추첨에 따라 결정. 토너먼트전 형식: 1·2차전. |
| 준결승전 | 2023년 1월 30일  | 2023년 4월 4일 ~ 5일    | 2          | 4 → 2     | 상대 시드: 추첨에 따라 결정. 지역 시드: 추첨에 따라 결정. 토너먼트전 형식: 1·2차전. |
| 결승전   | 2023년 1월 30일  | 2023년 5월 6일          | 1          | 2 → 1     | 세비야의 라 카르투하에서 단판 승부. 결승 진출 구단은 수페르코파 데 에스파냐 진출권 확보. 유로파리그 진출권: 우승 구단은 유로파리그 조별 리그 진출권 확보.                                                                                      |

참고
- 동률로 끝난 경기는 연장전에 돌입. 이후에도 동률인 경우 승부차기로 다음 단계 진출 구단 결정.

## 참가 구단
다음 구단들이 2022-23 시즌 코파 델 레이에 참가했다. 2군 구단들은 제외되었다.
| 라 리가 2021-22 시즌의 20개 구단 | 세군다 디비시온 2021-22 시즌의 2군을 제외한 21개 구단 | 프리메라 디비시온 RFEF 2021-22 시즌 2군을 제외한 각 조의 상위 5개 구단                                                                    | 세군다 디비시온 RFEF 2군을 제외한 2021-22 시즌 2군을 제외한 각 조의 상위 5개 구단 | 테르세라 디비시온 RFEF 2021-22 시즌 2군을 제외한 18개조의 최상위 구단 및 상위 7개 차상위 구단 | 코파 페데라시온 2021-22 시즌 준결승 진출 4개 구단  | 지역 리그 2021-22 시즌 6부 리그 20개조 비승격 구단 |
| - 알라베스 - 아틀레틱 빌바오 - 아틀레티코 마드리드 - 바르셀로나 - 카디스 - 셀타 비고 - 엘체 - 에스파뇰 - 헤타페 - 그라나다 - 레반테 - 마요르카 - 오사수나 - 라요 바예카노 - 베티스TH - 레알 마드리드 - 레알 소시에다드 - 세비야 - 발렌시아 - 비야레알 | - 알코르콘 - 알메리아 - 아모레비에타 - 부르고스 - 카르타헤나 - 에이바르 - 푸엔라브라다 - 지로나 - 우에스카 - 이비사 - 라스 팔마스 - 레가네스 - 루고 - 말라가 - 미란데스 - 폰페라디나 - 오비에도 - 스포르팅 히혼 - 테네리페 - 바야돌리드 - 사라고사 | - 알바세테 - 안도라 - 아틀레티코 발레아레스 - 데포르티보 - 짐나스틱 - 리나레스 - 라싱 페롤 - 라싱 산탄데르 - 라요 마하다온다 - 로그로녜스 | - 아레나스 게초 - 카세레뇨 - 세우타 - 코르도바 - 코리아 - 코루초 - 크리스토 아틀레티코 - 엘덴세 - 게르니카 - 에르쿨레스 - 이비사 이슬라스 피티우사스 - 인테르시티 - 라 누시아 - 례이다 - 메리다 - 무르시아 - 누만시아 - 페냐 데포르티바 - 폰테베드라 - 나발카르네로 - 라싱 리오하 - 산 후안 - 세스타오 - 테루엘 - 우니온 아다르베 | - 알파로 - 알마산 - 아르네도 - 아틀레티코 파소 - 아틀레티코 사군티노 - 베아사인 - 시르보네로 - 디오세사노 - 힘나스티카 토렐라베가 - 과달라하라 - 구이후엘로 - 우에토르 타하르 - 후벤투드 토레몰리노스 - 라스 로사스 - 레알타드 - 마나코르 - 만레사 - 올로트 - 오우렌세 - 킨타나르 델 레이 - 레크레아티보 - 우테보 - 우트레라 - 비메노르 - 예클라노 | - 알시라 - 아렌테이로 - 레알 우니온 - 산 로케 레페 | - 알가르 - 아미고 - 아틀레티코 루고네스 - 아우톨 - 바르바다스 - 카르다사르 - 카살레가스 - 세우타 6 데 후니오 - 디나모 산 후안 - 푸엔테스 - 랄코라 - 로스 예베네스 산 브루노 - 멜리야 - 몰례루사 - 몬티야 - 링콘 - 산타 아말리아 - 투레가노 - 우니베르시타리오 - 벨라르데 |

참고
1. 1 2 3 4  바르셀로나, 베티스, 레알 마드리드, 그리고 발렌시아는 수페르코파 데 에스파냐를 참가함에 따라 32강부터 대회에 합류했다.
2. ↑  라싱 산탄데르는 프리메라 디비시온 RFEF 우승 자격으로 2라운드부터 대회에 합류했다.

## 예선전

### 추첨
예선 라운드 참가 구단들은 지역 조건에 따라 4개 조로 분류되었다.
| 1조                                                                    | 2조                                 | 3조                                                 | 4조                                                               |
| ---------------------------------------------------------------------- | ----------------------------------- | --------------------------------------------------- | ----------------------------------------------------------------- |
| 아틀레티코 루고네스 아우톨 바르바다스 디나모 산 후안 투레가노 벨라르데 | 아미고 카르다사르 푸엔테스 몰례루사 | 알가르 세우타 6 데 후니오 랄코라 멜리야 몬티야 링콘 | 카살레가스 로스 예베네스 산 브루노 산타 아말리아 우니베르시타리오 |

### 경기 결과
| 2022년 10월 19일 | 세우타 6 데 후니오 (6) | 0–3 | 랄코라 (6)                                                | 세우타                                                           |  |  |
| 19:30            |                        |     | 알발라트 1′ · 나발론 66′ (페널티) · 클레멘테 84′ (페널티) | 경기장: 호세 마르티네스 피리 심판: 후안 호세 우에르타스 마르케스 |  |  |
|                  |                        |     |                                                           |                                                                  |  |  |

| 2022년 10월 19일 | 아미고 (7) | 0–3 | 푸엔테스 (6)                       | 무틸바                                          |  |  |
| 19:30            |            |     | 토바하스 20′, 32′ · 구티에레스 65′ | 경기장: 무틸노바 심판: 로드리고 산체스 무르시아 |  |  |
|                  |            |     |                                    |                                                 |  |  |

| 2022년 10월 19일 | 벨라르데 (6) | 1–0 | 투레가노 (6) | 무리에다스                                   |  |  |
| 20:00            | 인세라 85′   |     |              | 경기장: 라 마루카 심판: 펠라요 키로스 페레스 |  |  |
|                  |              |     |              |                                              |  |  |

| 2022년 10월 19일                                                               | 아우톨 (6) | 1–1 (연) (8–7 승부차기)                                                              | 디나모 산 후안 (6) | 아우톨                                                   |  |  |
| 20:00                                                                          | 프란 117′  |                                                                                      | 이에로 104′        | 경기장: 라 만사네라 심판: 하비에르 페르난데스 산테스테반 |  |  |
|                                                                                |            | 승부차기                                                                             |                    |                                                          |  |  |
| 팔라시오스 · 만리케 · I. 힐 · 프란 · 루벤 · 히오반니 · J. 힐 · 키로스 · 빅토르 |            | 에레로 · 로하스 · 가이스카 · 루이스 · 에카이츠 · 고이코 · 만사노 · 포수엘로 · 이에로 |                    |                                                          |  |  |
|                                                                                |            |                                                                                      |                    |                                                          |  |  |

| 2022년 10월 19일 | 알가르 (6)                                 | 4–1 | 멜리야 (6)     | 엘 알가르                                            |  |  |
| 20:00            | 카라스코 7′, 48′ · 케추프 43′ · 모글리 54′ |     | 로드리게스 15′ | 경기장: 산체스 루엥고 심판: 살바도르 카리요 가르시아 |  |  |
|                  |                                            |     |                |                                                      |  |  |

| 2022년 10월 19일 | 산타 아말리아 (6)     | 2–1 | 우니베르시타리오 (6) | 산타 아말리아                                    |  |  |
| 20:00            | 루비오 25′ · 리코 89′ |     | 만포르드 72′         | 경기장: 시립 경기장 심판: 미겔 고메스 블라스케스 |  |  |
|                  |                       |     |                      |                                                  |  |  |

| 2022년 10월 19일 | 바르바다스 (6)        | 2–1 | 아틀레티코 루고네스 (6) | 바르바다스                                                 |  |  |
| 20:30            | 이스마 40′ · 신소 67′ |     | 바수알도 74′            | 경기장: 오스 카리스 심판: 알레한드로 페르난데스 로드리게스 |  |  |
|                  |                       |     |                         |                                                            |  |  |

| 2022년 10월 19일 | 몰례루사 (6)                                            | 4–2 (연) | 카르다사르 (6)      | 몰례루사                                           |  |  |
| 20:30            | A. 로드리게스 13′, 102′ · G. 솔데빌라 35′ · 토티 120+2′ |          | 콜 25′ · 알바로 53′ | 경기장: 시립 경기장 심판: 안드레스 나달 아베야나스 |  |  |
|                  |                                                         |          |                     |                                                    |  |  |

| 2022년 10월 19일                | 몬티야 (6) | 0–0 (연) (3–5 승부차기)                | 링콘 (6) | 몬티야                                               |  |  |
| 20:30                           |            |                                        |          | 경기장: 시립 경기장 심판: 파블로 파르도스 마타모로스 |  |  |
|                                 |            | 승부차기                               |          |                                                      |  |  |
| 로사 · 마누엘 · 살비 · 마놀레테 |            | 호키 · 세미 · 알바로 · 예라이 · 몰리나 |          |                                                      |  |  |
|                                 |            |                                        |          |                                                      |  |  |

| 2022년 10월 19일 | 카살레가스 (6)               | 2–1 (연) | 로스 예베네스 산 브루노 (6) | 카살레가스                                               |  |  |
| 20:30            | 바리엔토스 17′ · 라모스 109′ |          | 후아레스 82′                | 경기장: 에보라 포르마시온 심판: 카를로스 아그라스 디아스 |  |  |
|                  |                              |          |                             |                                                          |  |  |

참고
1. ↑  아미고는 본래 안방인 아랑구렌의 콜레히오 루이스 아미고가 중계를 위한 조건을 만족하지 못함에 따라 대신 무틸바의 무틸노바에서 경기를 치렀다.

## 1라운드
1라운드에는 총 115개 구단 중 수페르코파 데 에스파냐에 참가하는 4개 구단과 프리메라 디비시온 RFEF를 우승한 1개 구단을 제외한 110개 구단이 참가했다. 예선전을 통과한 10개 구단은 라 리가 구단들과 짝지어졌다. 나머지 6개 라 리가 구단들 중에서 4개 구단은 코파 페데라시온 준결승 진출 4개 구단들과 편성되었고, 나머지 두 라 리가 구단들은 테르세라 디비시온 소속 구단들과 만났다. 남은 테르세라 디비시온 RFEF에 속한 구단들은 세군다 디비시온에 속한 5개 구단들과 만났다. 남은 세군다 디비시온의 15개 구단들은 세군다 디비시온 RFEF 구단들과 맞대결이 성사되었다. 그리고 세군다 디비시온 RFEF에 속한 남은 구단들은 프리메라 디비시온 RFEF의 15개 구단들과 편성되었다.
110개 구단이 참가한 1라운드는 총 55경기가 2022년 11월 12일부터 11월 13일까지 진행되었다.

### 추첨
추첨식은 2022년 10월 24일에 진행되었다. 참가 구단들은 7개 포트로 나뉘어 편성되었다.
| 1포트 라 리가 16개 구단 | 2포트 세군다 디비시온 20개 구단 | 3포트 프리메라 디비시온 RFEF 19개 구단 | 4포트 세군다 디비시온 RFEF 34개 구단 | 5포트 테르세라 디비시온 RFEF 7개 구단                                                        | 6포트 코파 페데라시온 준결승 진출 4개 구단         | 7포트 예선 라운드 승자 10개 구단                                                                             |
| - 알메리아 - 아틀레틱 빌바오 - 아틀레티코 마드리드 - 카디스 - 셀타 비고 - 엘체 - 에스파뇰 - 헤타페 - 지로나 - 마요르카 - 오사수나 - 라요 바예카노 - 레알 소시에다드 - 세비야 - 바야돌리드 - 비야레알 | - 알라베스 - 알바세테 - 안도라 - 부르고스 - 카르타헤나 - 에이바르 - 그라나다 - 우에스카 - 이비사 - 라스 팔마스 - 레가네스 - 레반테 - 루고 - 말라가 - 미란데스 - 폰페라디나 - 오비에도 - 스포르팅 히혼 - 테네리페 - 사라고사 | - 알코르콘 - 아모레비에타 - 아틀레티코 발레아레스 - 세우타 - 코르도바 - 데포르티보 - 엘덴세 - 푸엔라브라다 - 짐나스틱 - 인테르시티 - 라 누시아 - 리나레스 - 메리다 - 무르시아 - 누만시아 - 폰테베드라 - 라싱 페롤 - 라요 마하다온다 - 로그로녜스 | - 알파로 - 아레나스 게초 - 아르네도 - 아틀레티코 파소 - 아틀레티코 사군티노 - 베아사인 - 카세레뇨 - 시르보네로 - 코리아 - 코루초 - 크리스토 아틀레티코 - 디오세사노 - 게르니카 - 힘나스티카 토렐라베가 - 과달라하라 - 구이후엘로 - 에르쿨레스 - 이비사 이슬라스 피티우사스 - 후벤투드 토레몰리노스 - 례이다 - 만레사 - 나발카르네로 - 올로트 - 오우렌세 - 페냐 데포르티바 - 라싱 리오하 - 레크레아티보 - 산 후안 - 세스타오 - 테루엘 - 우니온 아다르베 - 우테보 - 우트레라 - 예클라노 | - 알마산 - 우에토르 타하르 - 라스 로사스 - 레알타드 - 마나코르 - 킨타나르 델 레이 - 비메노르 | - 알시라 - 아렌테이로 - 레알 우니온 - 산 로케 레페 | - 알가르 - 아우톨 - 바르바다스 - 카살레가스 - 푸엔테스 - 랄코라 - 몰례루사 - 링콘 - 산타 아말리아 - 벨라르데 |

### 경기 결과
| 2022년 11월 12일 | 푸엔테스 (6) | 1–4    | 오사수나 (1)                              | 푸엔테스 데 에브로                                |  |  |
| 16:00            | 레케노 44′   | 리포트 | 브라샤나츠 42′ · 비달 49′ · 키케 54′, 64′ | 경기장: 산 미겔 심판: 호세 루이스 무누에라 몬테로 |  |  |
|                  |              |        |                                           |                                                   |  |  |

| 2022년 11월 12일 | 바르바다스 (6) | 0–2    | 바야돌리드 (1)                 | 오우렌세                                           |  |  |
| 16:00            |                | 리포트 | 파리아 12′ (자책골) · 레온 39′ | 경기장: 오 코우토 심판: 파블로 곤살레스 푸에르테스 |  |  |
|                  |                |        |                                |                                                    |  |  |

| 2022년 11월 12일 | 마나코르 (5) | 1–3    | 안도라 (2)                                   | 마나코르                                           |  |  |
| 16:00            | 루비오 60′   | 리포트 | 카사데수스 35′ · 페르난데스 50′ · 하코보 55′ | 경기장: 나 카페예라 심판: 이반 카파로스 에르난데스 |  |  |
|                  |              |        |                                              |                                                    |  |  |

| 2022년 11월 12일 | 올로트 (4) | 0–4    | 레반테 (2)                                        | 올로트                                           |  |  |
| 17:00            |            | 리포트 | 솔다도 6′, 26′ · 푸빌 32′ · 아이마르 35′ (자책골) | 경기장: 시립 경기장 심판: 마테오 부스케츠 페레르 |  |  |
|                  |            |        |                                                   |                                                  |  |  |

| 2022년 11월 12일 | 구이후엘로 (4)                       | 2–0    | 데포르티보 (3) | 구이후엘로                                       |  |  |
| 17:00            | 카르모나 70′ · 살라사르 72′ (자책골) | 리포트 |                | 경기장: 시립 경기장 심판: 안토니오 산체스 산체스 |  |  |
|                  |                                      |        |                |                                                  |  |  |

| 2022년 11월 12일 | 아틀레티코 사군티노 (4) | 1–0 (연) | 아모레비에타 (3) | 사군토                                                   |  |  |
| 17:00            | 아세베도 116′ (페널티)  | 리포트   |                  | 경기장: 모르베드레 심판: 호세 안토니오 산체스 비얄로보스 |  |  |
|                  |                         |          |                  |                                                          |  |  |

| 2022년 11월 12일 | 나발카르네로 (4) | 1–3 (연) | 로그로녜스 (3)              | 나발카르네로                                                  |  |  |
| 17:00            | 로드리게스 65′   | 리포트   | 슈치 86′ · 멘데스 93′, 104′ | 경기장: 마리아노 곤살레스 심판: 후안 안토니오 만리케 안테케라 |  |  |
|                  |                  |          |                             |                                                               |  |  |

| 2022년 11월 12일 | 우에토르 타하르 (5) | 0–3 (연) | 알바세테 (2)                                 | 우에토르-타하르                                |  |  |
| 18:00            |                     | 리포트   | R. 마르티네스 104′ · 두바신 110′ · 메사 118′ | 경기장: 미겔 모란토 심판: 라파엘 산체스 로페스 |  |  |
|                  |                     |          |                                              |                                                |  |  |

| 2022년 11월 12일 | 과달라하라 (4)              | 2–1    | 폰페라디나 (2) | 과달라하라                                       |  |  |
| 18:00            | 가야르도 11′ · 산티아고 21′ | 리포트 | 나랑호 77′     | 경기장: 페드로 에스카르틴 심판: 사울 아이스 레치 |  |  |
|                  |                             |        |                |                                                  |  |  |

| 2022년 11월 12일                                            | 게르니카 (4) | 0–0 (연) (6–5 승부차기)                               | 레가네스 (2) | 게르니카                                           |  |  |
| 18:00                                                       |              | 리포트                                                |              | 경기장: 우르비에타 심판: 호세 안토니오 로페스 토카 |  |  |
|                                                             |              | 승부차기                                              |              |                                                    |  |  |
| 나바로 · 아기레 · 후와라 · 이리온도 · 베라살루세 · 카르피오 |              | 무뇨스 · 아르나이스 · 라바 · 시세 · 파르도 · 가르시아 |              |                                                    |  |  |
|                                                             |              |                                                       |              |                                                    |  |  |

| 2022년 11월 12일 | 아레나스 게초 (4) | 1–0    | 루고 (2) | 게초                                             |  |  |
| 18:00            | 고메사 75′        | 리포트 |          | 경기장: 고벨라 심판: 루이스 마리오 미야 알벤디스 |  |  |
|                  |                   |        |          |                                                  |  |  |

| 2022년 11월 12일 | 베아사인 (4)        | 2–3 (연) | 스포르팅 히혼 (2)                             | 베아사인                                             |  |  |
| 18:00            | 산스 25′ · 피타 56′ | 리포트   | 주르제비치 8′ · 리베라 75′ · C. 곤살레스 120′ | 경기장: 로이나스 심판: 라울 마르틴 곤살레스 프란세스 |  |  |
|                  |                     |          |                                               |                                                      |  |  |

| 2022년 11월 12일 | 라싱 리오하 (4) | 0–2    | 짐나스틱 (3)          | 로그로뇨                                               |  |  |
| 18:00            |                 | 리포트 | 루푸 12′ · 몬테스 26′ | 경기장: 라스 가우나스 심판: 세르히오 에스크리체 구스만 |  |  |
|                  |                 |        |                       |                                                        |  |  |

| 2022년 11월 12일 | 세스타오 (4)      | 1–0    | 라싱 페롤 (3) | 세스타오                                         |  |  |
| 18:00            | L. 마르티네스 47′ | 리포트 |               | 경기장: 라스 야나스 심판: 알베르토 푸엔테 마르틴 |  |  |
|                  |                   |        |               |                                                  |  |  |

| 2022년 11월 12일 | 우트레라 (4) | 0–1    | 세우타 (3) | 우트레라                                                   |  |  |
| 18:00            |              | 리포트 | 로드리 84′ | 경기장: 산 후안 보스코 심판: 마누엘 앙헬 페레스 에르난데스 |  |  |
|                  |              |        |            |                                                            |  |  |

| 2022년 11월 12일 | 랄코라 (6) | 0–3    | 엘체 (1)                  | 비야레알                                                       |  |  |
| 18:30            |            | 리포트 | 폰세 2′ · 마르티 13′, 66′ | 경기장: 비야레알 체육 도시 심판: 호세 마리아 산체스 마르티네스 |  |  |
|                  |            |        |                           |                                                                |  |  |

| 2022년 11월 12일 | 아우톨 (6) | 0–6    | 마요르카 (1)                                                  | 칼라오라                                                   |  |  |
| 18:30            |            | 리포트 | 프라츠 16′, 35′ · 그르니에 18′ · 앙헬 29′, 72′ · 카데웨레 88′ | 경기장: 라 플라니야 심판: 하비에르 이글레시아스 비야누에바 |  |  |
|                  |            |        |                                                               |                                                            |  |  |

| 2022년 11월 12일 | 크리스토 아틀레티코 (4) | 0–2 (연) | 이비사 (2)               | 팔렌시아                                               |  |  |
| 20:00            |                         | 리포트   | 에레라 98′ · 카마라 119′ | 경기장: 누에바 발라스테라 심판: 아드리안 코르데로 베가 |  |  |
|                  |                         |          |                          |                                                        |  |  |

| 2022년 11월 12일 | 카세레뇨 (4)                                      | 3–0    | 코르도바 (3) | 카세레스                                         |  |  |
| 20:00            | 페르난데스 10′ · 솔라노 46′ (페널티) · 가르시 83′ | 리포트 |              | 경기장: 프린시페 펠리페 심판: 알폰소 비센테 모랄 |  |  |
|                  |                                                   |        |              |                                                  |  |  |

| 2022년 11월 12일 | 코리아 (4)                | 2–0    | 푸엔라브라다 (3) | 코리아                                              |  |  |
| 20:00            | 베르나르도 41′ · 세라 55′ | 리포트 |                  | 경기장: 라 이슬라 심판: 마누엘 헤수스 오레야나 시드 |  |  |
|                  |                           |        |                  |                                                     |  |  |

| 2022년 11월 12일 | 산타 아말리아 (6) | 0–9    | 비야레알 (1)                                                                                           | 알멘드랄레호                                                 |  |  |
| 21:00            |                   | 리포트 | 코야도 31′ · 바에나 35′ · 모랄레스 36′ · 추쿠에제 47′, 49′ · 코클랭 61′ · 제라르 74′, 87′ · 카푸에 80′ | 경기장: 프란시스코 데 라 에라 심판: 호르헤 피게로아 바스케스 |  |  |
|                  |                   |        | |                                                              |  |  |

| 2022년 11월 12일 | 링콘 (6) | 0–3    | 에스파뇰 (1)                             | 말라가                                         |  |  |
| 21:00            |          | 리포트 | 푸아도 60′ · 에스포시토 70′ · 호셀루 83′ | 경기장: 라 로살레다 심판: 발렌틴 피사로 고메스 |  |  |
|                  |          |        |                                          |                                                |  |  |

| 2022년 11월 12일 | 알마산 (5) | 0–2    | 아틀레티코 마드리드 (1) | 소리아                                                             |  |  |
| 22:00            |            | 리포트 | 코레아 35′ · 펠리스 63′ | 경기장: 로스 파하리토스 심판: 이시드로 디아스 데 메라 에스쿠데로스 |  |  |
|                  |            |        |                         |                                                                    |  |  |

| 2022년 11월 13일                                    | 아틀레티코 파소 (4) | 1–1 (연) (3–2 승부차기)                                | 무르시아 (3)          | 엘 파소                                      |  |  |
| 11:00 (WET)                                         | 사발레타 86′        | 리포트                                                 | 카라스코 15′ (페널티) | 경기장: 엘 파소 심판: 다비드 로페스 히메네스 |  |  |
|                                                     |                     | 승부차기                                               |                       |                                              |  |  |
| 아르미체 · 오카 · 크루스 · 피에라 · 펠론 · 사발레타 |                     | 미쿠 · 이노우사 · 솔라 · Arn. 오르티스 · 가네트 · 베가 |                       |                                              |  |  |
|                                                     |                     |                                                        |                       |                                              |  |  |

| 2022년 11월 13일 | 몰례루사 (6) | 1–3    | 라요 바예카노 (1)                  | 몰례루사                                     |  |  |
| 12:00            | 마그노 33′   | 리포트 | 베베 23′ · 멘데스 51′ · 카메요 78′ | 경기장: 시립 경기장 심판: 세사르 소토 그라도 |  |  |
|                  |              |        |                                    |                                              |  |  |

| 2022년 11월 13일 | 킨타나르 델 레이 (5)  | 1–2 (연장전) | 지로나 (1)                | 킨타나르 델 레이                                  |  |  |
| 12:00            | 메히아스 76′ (페널티) | 리포트       | 리켈메 17′ · 스투아니 97′ | 경기장: 산 마르코스 심판: 카를로스 델 세로 그란데 |  |  |
|                  |                       |              |                           |                                                   |  |  |

| 2022년 11월 13일 | 비메노르 (5) | 0–2    | 미란데스 (2)                     | 피엘라고스                                           |  |  |
| 12:00            |              | 리포트 | 로페스 31′ · 마르쿠스 파울루 37′ | 경기장: 라 비디에라 심판: 이오수 갈레크 아페스테기아 |  |  |
|                  |              |        |                                  |                                                      |  |  |

| 2022년 11월 13일 | 디오세사노 (4)      | 1–0    | 사라고사 (2) | 아로요 데 라 루스                                    |  |  |
| 12:00            | 살레스 29′ (페널티) | 리포트 |              | 경기장: 시립 경기장 심판: 알레한드로 킨테로 곤살레스 |  |  |
|                  |                     |        |              |                                                      |  |  |

| 2022년 11월 13일 | 레알타드 (5) | 0–2    | 테네리페 (2)                    | 랑그레오                                          |  |  |
| 12:00            |              | 리포트 | 알라산 3′ · 엘라디 84′ (페널티) | 경기장: 간사발 심판: 올리베르 데 라 푸엔테 라모스 |  |  |
|                  |              |        |                                 |                                                   |  |  |

| 2022년 11월 13일 | 라스 로사스 (5) | 0–3    | 에이바르 (2)                          | 라스 로사스                                              |  |  |
| 12:00            |                 | 리포트 | 블랑코 레스추크 74′, 78′ · 무뇨스 89′ | 경기장: 나발카르본 심판: 다니엘 헤수스 트루히요 수아레스 |  |  |
|                  |                 |        |                                       |                                                          |  |  |

| 2022년 11월 13일                                                        | 페냐 데포르티바 (4)     | 1–1 (연) (7–8 승부차기)                                                   | 말라가 (2) | 산타 에울라리아 데스 리우                      |  |  |
| 12:00                                                                   | 크리스테토 33′ (페널티) | 리포트                                                                    | 솔 43′     | 경기장: 시립 경기장 심판: 알바로 모레노 아라곤 |  |  |
|                                                                         |                         | 승부차기                                                                  |            |                                                |  |  |
| 크루스 · 크리스테토 · 산체스 · 바달 · 알베르트 · 모레노 · 카마라 · 리폴 |                         | 차바리아 · 솔 · 부르고스 · 헤나로 · 로렌소 · 아바이다 · 은디아유 · 루모르 |            |                                                |  |  |
|                                                                         |                         |                                                                           |            |                                                |  |  |

| 2022년 11월 13일 | 알파로 (4) | 0–1    | 카르타헤나 (2) | 알파로                                         |  |  |
| 12:00            |            | 리포트 | 오르투뇨 83′   | 경기장: 라 몰리네타 심판: 루벤 아발로스 바레라 |  |  |
|                  |            |        |                |                                                |  |  |

| 2022년 11월 13일                             | 레크레아티보 (4) | 0–0 (연) (3–4 승부차기)                        | 부르고스 (2) | 우엘바                                                          |  |  |
| 12:00                                        |                  | 리포트                                         |              | 경기장: 누에보 콜롬비노 심판: 프란시스코 호세 에르난데스 마에소 |  |  |
|                                              |                  | 승부차기                                       |              |                                                                 |  |  |
| 디아스 · 갈란 · 아르호나 · 도피 · 마르티네스 |                  | 베르메호 · 쿠로 · 아티엔사 · 캄포스 · 엘헤사발 |              |                                                                 |  |  |
|                                              |                  |                                                |              |                                                                 |  |  |

| 2022년 11월 13일 | 힘나스티카 토렐라베가 (4)   | 2–3 (연) | 오비에도 (2)                 | 토렐라베가                                          |  |  |
| 12:00            | 마로티아스 54′ · 차모로 89′ | 리포트   | 바스톤 7′, 50′ · 상가이 114′ | 경기장: 엘 말레콘 심판: 혼 안데르 곤살레스 에스테반 |  |  |
|                  |                             |          |                              |                                                     |  |  |

| 2022년 11월 13일                    | 후벤투드 토레몰리노스 (4) | 2–2 (연) (4–2 승부차기)                 | 우에스카 (2)                | 토레몰리노스                                   |  |  |
| 12:00                               | 로페스 23′ · 차모로 30′   | 리포트                                  | 에스크리체 52′ · 비야르 72′ | 경기장: 엘 포수엘로 심판: 다비드 갈베스 라스콘 |  |  |
|                                     |                           | 승부차기                                |                             |                                                |  |  |
| 아마야 · 마추카 · 가르시아 · 페스카 |                           | - 비야르 · 호아킨 · 살바도르 · 빌라라사 |                             |                                                |  |  |
|                                     |                           |                                         |                             |                                                |  |  |

| 2022년 11월 13일 | 이비사 이슬라스 피티우사스 (4)           | 3–1    | 라요 마하다온다 (3) | 이비사                                             |  |  |
| 12:00            | 베르날 62′ · 아델 74′ · 페냐포르트 90+6′ | 리포트 | 카사도 55′          | 경기장: 칸 미세스 III 심판: 카를로스 칼데리냐 파본 |  |  |
|                  |                                          |        |                     |                                                    |  |  |

| 2022년 11월 13일 | 만레사 (4)       | 1–3    | 폰테베드라 (3)               | 만레사                                                                 |  |  |
| 12:00            | 추레 1′ (자책골) | 리포트 | 아벨렌다 29′, 58′ · 피노 32′ | 경기장: 콩고스트 시립 경기장 심판: 프란시스코 하비에르 페르난데스 비달 |  |  |
|                  |                  |        |                              |                                                                        |  |  |

| 2022년 11월 13일                                              | 아르네도 (4) | 1–1 (연) (4–3 승부차기)                                       | 아틀레티코 발레아레스 (3) | 아르네도                                    |  |  |
| 12:00                                                         | 아르폰 74′   | 리포트                                                        | 아디기베 34′              | 경기장: 센데로 심판: 아르만도 라모 안드레스 |  |  |
|                                                               |              | 승부차기                                                      |                           |                                             |  |  |
| 차콘 · 마에스트레살라스 · 베니토 · 아멜리비아 · 미첼 · 파스콸 |              | 마르틴 · 미겔레테 · 디오니 · 카셰 · 파스트라나 · 올라오르투아 |                           |                                             |  |  |
|                                                               |              |                                                               |                           |                                             |  |  |

| 2022년 11월 13일 | 우니온 아다르베 (4) | 1–2    | 리나레스 (3)              | 마드리드                                       |  |  |
| 12:00            | 파리스 59′          | 리포트 | 카예혼 33′ · 가르시아 43′ | 경기장: 로만 발레로 심판: 호르헤 타라가 라하라 |  |  |
|                  |                     |        |                           |                                                |  |  |

| 2022년 11월 13일 | 에르쿨레스 (4)          | 2–4 (연) | 라 누시아 (3)                             | 알리칸테                                                    |  |  |
| 12:00            | 트루욜스 58′ · 하퍼 63′ | 리포트   | 피나 52′ · 라이가l 76′, 98′ · 로메라 119′ | 경기장: 호세 리코 페레스 심판: 풀헨시오 마드리드 마르티네스 |  |  |
|                  |                         |          |                                           |                                                             |  |  |

| 2022년 11월 13일 | 벨라르데 (6) | 0–2    | 세비야 (1)            | 무리에다스                                       |  |  |
| 16:00            |              | 리포트 | 니안주 30′ · 미르 90′ | 경기장: 라 마루카 심판: 알레한드로 무니스 루이스 |  |  |
|                  |              |        |                       |                                                  |  |  |

| 2022년 11월 13일 | 알가르 (6) | 1–6    | 셀타 비고 (1)                                                                            | 로르카                                                                  |  |  |
| 16:00            | 무뇨스 15′ | 리포트 | 세르비 35′ · 페레스 55′ · 오스카르 59′ · 라르센 62′ · 갈란 84′ (페널티) · 바스케스 90+1′ | 경기장: 프란시스코 아르테스 카라스코 심판: 다마소 아르세디아노 모네시요 |  |  |
|                  |            |        |                                                                                          |                                                                         |  |  |

| 2022년 11월 13일 | 시르보네로 (4) | 0–1    | 인테르시티 (3) | 코레야                                        |  |  |
| 16:00            |                | 리포트 | 갈베스 52′     | 경기장: 옴바티요 심판: 안토니오 몬테르 솔란스 |  |  |
|                  |                |        |                |                                               |  |  |

| 2022년 11월 13일 | 테루엘 (4) | 0–1    | 라스 팔마스 (2) | 테루엘                                        |  |  |
| 16:30            |            | 리포트 | 페히뇨 55′      | 경기장: 피니야 심판: 안드레스 푸엔테스 몰리나 |  |  |
|                  |            |        |                 |                                               |  |  |

| 2022년 11월 13일 | 예클라노 (4)                | 2–3    | 그라나다 (2)                          | 예클라                                                 |  |  |
| 17:00            | 클레멘테 78′ · 레비야 90+3′ | 리포트 | 미켈 20′ · R. 산체스 41′ · 몰리나 65′ | 경기장: 라 콘스티투시온 심판: 빅토르 가르시아 베르두라 |  |  |
|                  |                             |        |                                       |                                                        |  |  |

| 2022년 11월 13일                     | 코루초 (4)                       | 2–2 (연) (2–4 승부차기)                        | 엘덴세 (3)                   | 비고                                               |  |  |
| 17:00                                | 치키 3′ · 도발레 120+2′ (페널티) | 리포트                                         | 몬테스 90+2′ · 클레멘테 113′ | 경기장: 오 바오 심판: 카를로스 페르난데스 부에르고 |  |  |
|                                      |                                  | 승부차기                                       |                              |                                                    |  |  |
| 안드리우 · 도발레 · 아뇬 · 데 비센테 |                                  | 크리스티안 · 마르티네스 · 몬테스 · S. 오르투뇨 |                              |                                                    |  |  |
|                                      |                                  |                                                |                              |                                                    |  |  |

| 2022년 11월 13일 | 산 후안 (4) | 0–2    | 누만시아 (3)          | 팜플로나                                   |  |  |
| 17:00            |             | 리포트 | 카리요 54′ · 메사 72′ | 경기장: 산 후안 심판: 고르카 에타요 에라라 |  |  |
|                  |             |        |                       |                                            |  |  |

| 2022년 11월 13일                           | 오우렌세 (4) | 1–1 (연) (2–4 승부차기)                | 알코르콘 (3) | 오우렌세                                     |  |  |
| 17:00                                      | 은웨니 38′   | 리포트                                 | 모야노 90′   | 경기장: 오 코우토 심판: 미겔 곤살레스 디아스 |  |  |
|                                            |              | 승부차기                               |              |                                              |  |  |
| 보르하 도밍고 · 라모스 · 로드리게스 · 산스 |              | 치키 · 리바스 · 부스토스 · P. 가르시아 |              |                                              |  |  |
|                                            |              |                                        |              |                                              |  |  |

| 2022년 11월 13일 | 례이다 (4) | 0–1    | 알라베스 (2) | 례이다                                                |  |  |
| 18:00            |            | 리포트 | 하라 47′     | 경기장: 캄 데스포르츠 심판: 호세 루이스 구스만 만시야 |  |  |
|                  |            |        |              |                                                       |  |  |

| 2022년 11월 13일                                     | 우테보 (4)            | 2–2 (연) (3–4 승부차기)                                    | 메리다 (3)              | 우테보                                           |  |  |
| 18:00                                                | 로사스 18′ · 아소 47′ | 리포트                                                     | 루이스 13′ · 산도발 73′ | 경기장: 산타 아나 심판: 이마놀 이루르춘 아르톨라 |  |  |
|                                                      |                       | 승부차기                                                   |                         |                                                  |  |  |
| 로사스 · Di. 수아레스 · 가르세스 · 마야다 · 메세게르 |                       | - 보나케 · - 라루비아 · - 곤살레스 · - 신타 · - 아르틸레스 |                         |                                                  |  |  |
|                                                      |                       |                                                            |                         |                                                  |  |  |

| 2022년 11월 13일 | 레알 우니온 (3)              | 3–2    | 카디스 (1)                | 이룬                                         |  |  |
| 18:30            | 나초 16′, 90+3′ · 페레스 79′ | 리포트 | 페레스 15′ · 네그레도 81′ | 경기장: 갈 심판: 미겔 앙헬 오르티스 아리아스 |  |  |
|                  |                              |        |                           |                                              |  |  |

| 2022년 11월 13일 | 산 로케 레페 (4)                | 2–3 (연) | 헤타페 (1)                         | 레페                                            |  |  |
| 18:30            | 바스케스 19′ · 산티스테반 90+5′ | 리포트   | 라타사 48′ · 위날 80′ · 마요랄 99′ | 경기장: 시우다드 데 레페 심판: 헤수스 힐 만사노 |  |  |
|                  |                                 |          |                                    |                                                 |  |  |

| 2022년 11월 13일 | 카살레가스 (6) | 1–4    | 레알 소시에다드 (1)                      | 탈라베라 데 라 레이나                        |  |  |
| 19:00            | 리베라 68′     | 리포트 | 나바로 2′ · 쇨로트 76′, 78′ · 메리노 80′ | 경기장: 엘 프라도 심판: 마리오 멜레로 로페스 |  |  |
|                  |                |        |                                          |                                              |  |  |

| 2022년 11월 13일 | 알시라 (4) | 0–2    | 아틀레틱 빌바오 (1)            | 알시라                                                      |  |  |
| 21:00            |            | 리포트 | 베렝게르 16′ · N. 윌리암스 42′ | 경기장: 루이스 수녜르 피코 심판: 기예르모 콰드라 페르난데스 |  |  |
|                  |            |        |                                |                                                             |  |  |

| 2022년 11월 13일 | 아렌테이로 (4)           | 2–0    | 알메리아 (1) | 오 카르바이뇨                                      |  |  |
| 21:00            | 에스코바르 4′ · 메야 79′ | 리포트 |              | 경기장: 에스피녜도 심판: 후안 루이스 풀리도 산타나 |  |  |
|                  |                          |        |              |                                                    |  |  |

참고
1. ↑  바르바다스는 본래 안방인 바르바다스의 오스 카리스가 중계를 위한 조건을 만족하지 못함에 따라 대신 오우렌세의 오 코우토에서 경기를 치렀다.[23]
2. ↑  라싱 리오하는 본래 안방인 엘 살바도르가 중계를 위한 조건을 만족하지 못함에 따라 대신 라스 가우나스에서 경기를 치렀다.[24]
3. ↑  랄코라는 본래 안방인 랄코라의 엘 살타도르가 중계를 위한 조건을 만족하지 못함에 따라 대신 비야레알의 체육 도시에서 경기를 치렀다.[25]
4. ↑  아우톨은 본래 안방인 아우톨의 라 만사네라가 중계를 위한 조건을 만족하지 못함에 따라 대신 칼라오라의 라 플라니야에서 경기를 치렀다.[26]
5. ↑  산타 아말리아는 본래 안방인 산타 아말리아의 시립 경기장이 중계를 위한 조건을 만족하지 못함에 따라 대신 알멘드랄레호의 프란시스코 데 라 에라에서 경기를 치렀다.[27]
6. ↑  링콘은 본래 안방인 링콘 데 라 빅토리아의 프란시스코 로메로가 중계를 위한 조건을 만족하지 못함에 따라 대신 말라가의 라 로살레다에서 경기를 치렀다.[28]
7. ↑  알마산은 본래 안방인 알마산의 라 아르볼레다가 중계를 위한 조건을 만족하지 못함에 따라 대신 소리아의 로스 파하리토스에서 경기를 치렀다.[29]
8. ↑  디오세사노는 본래 안방인 카세레스의 연맹 구장이 중계를 위한 조건을 만족하지 못함에 따라 대신 아로요 데 라 루스의 시립 경기장에서 경기를 치렀다.[30]
9. ↑  레알타드는 본래 안방인 비야비시오사의 레스 칼레예스가 중계를 위한 조건을 만족하지 못함에 따라 대신 랑그레오의 간사발에서 경기를 치렀다.[31]
10. ↑  우니온 아다르베는 본래 안방인 비센테 델 보스케가 중계를 위한 조건을 만족하지 못함에 따라 대신 로만 발레로에서 경기를 치렀다.[32]
11. ↑  알가르는 본래 안방인 엘 알가르의 산체스 루엥고가 중계를 위한 조건을 만족하지 못함에 따라 대신 로르카의 프란시스코 아르테스 카라스코에서 경기를 치렀다.[33]
12. ↑  시르보네로는 본래 안방인 싱트루에니고의 산 후안이중계를 위한 조건을 만족하지 못함에 따라 대신 코레야의 옴바티요에서 경기를 치렀다.[34]
13. ↑  카살레가스는 본래 안방인 카살레가스의 에보라 포르마시온이 중계를 위한 조건을 만족하지 못함에 따라 대신 탈라베라 데 라 레이나의 엘 프라도에서 경기를 치렀다.[35]

## 2라운드

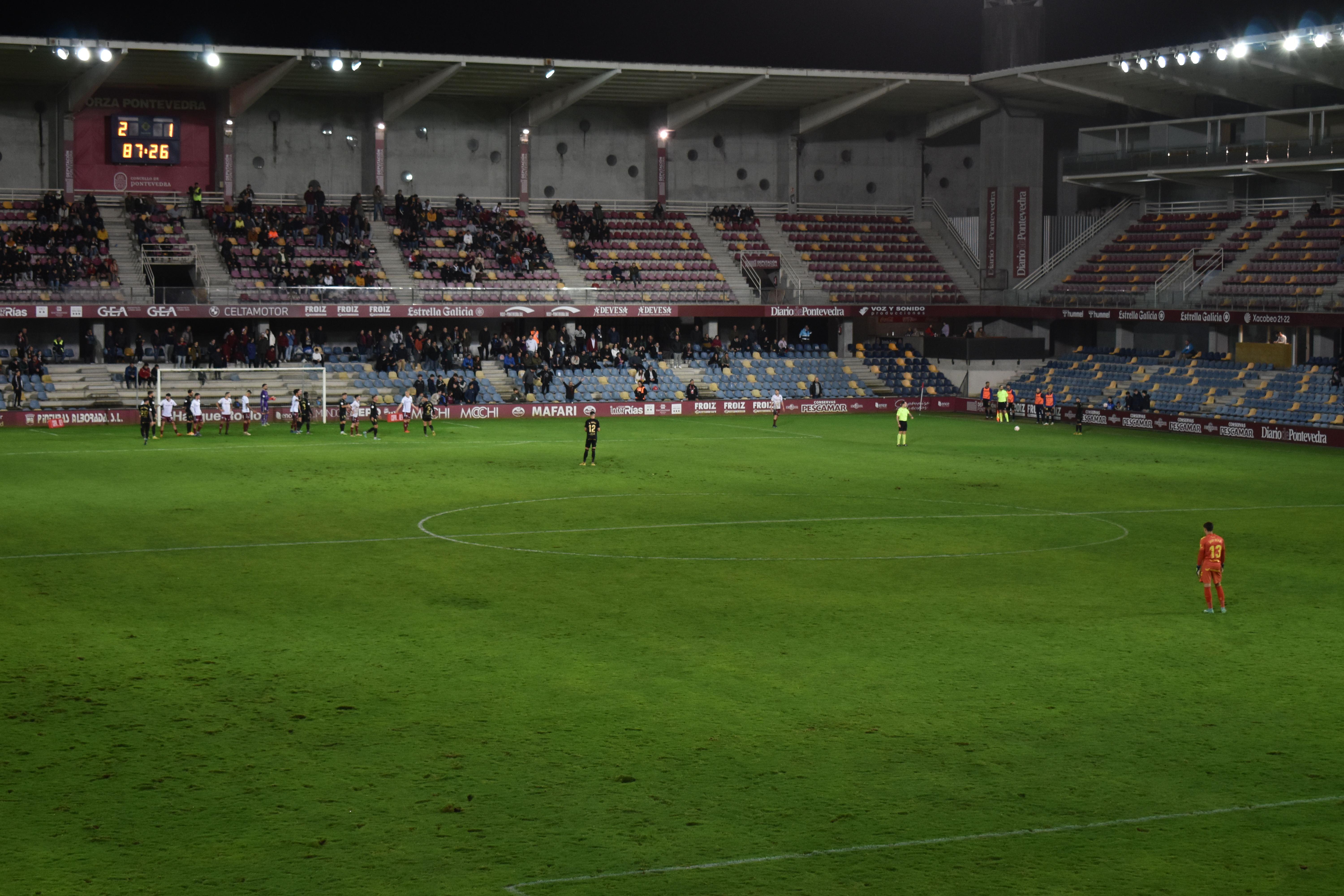
폰테베드라-테네리페 경기.

### 추첨
추첨은 2022년 11월 16일 라스 로사스의 스페인 왕립 축구 연맹 본부에서 진행되었다. 프리메라 디비시온 RFEF를 우승한 구단이 이 합류했다. 2라운드에 참가하는 구단들은 2022-23 시즌의 소속 리그에 따라 5개 포트로 나뉘었다. 경기는 하부 리그 구단의 안방에서 치러졌다. 총 28경기가 2022년 12월 20일부터 12월 22일까지 진행되었다.
| 1포트 라 리가 소속 14개 구단 | 2포트 세군다 디비시온 소속 16개 구단 | 3포트 프리메라 디비시온 RFEF 소속 11개 구단                                                         | 4포트 세군다 디비시온 RFEF 소속 13개 구단 | 5포트 코파 RFEF 준결승 진출 2개 구단 |
| 아틀레틱 빌바오 아틀레티코 마드리드 셀타 비고 엘체 에스파뇰 헤타페 지로나 마요르카 오사수나 라요 바예카노 레알 소시에다드 세비야 바야돌리드 비야레알 | 알라베스 알바세테 안도라 부르고스 카르타헤나 에이바르 그라나다 이비사 라스 팔마스 레반테 말라가 미란데스 오비에도 라싱 산탄데르 스포르팅 히혼 테네리페 | 알코르콘 세우타 엘덴세 짐나스틱 인테르시티 라 누시아 리나레스 메리다 누만시아 폰테베드라 로그로녜스 | 아르네도 아레나스 게초 아틀레티코 파소 아틀레티코 사군티노 카세레뇨 코리아 디오세사노 게르니카 과달라하라 구이후엘로 이비사 이슬라스 피티우사스 후벤투드 토레몰리노스 세스타오 | 아렌테이로 레알 우니온               |

### 경기 결과
| 2022년 12월 20일 | 과달라하라 (4) | 0–3    | 엘체 (1)                          | 과달라하라                                                                 |  |  |
| 19:00            |                | 리포트 | 미야 5′ · 폰세 82′ · 모렌테 90+2′ | 경기장: 페드로 에스카르틴 관중 수: 3,000 심판: 호세 루이스 무누에라 몬테로 |  |  |
|                  |                |        |                                   |                                                                            |  |  |

| 2022년 12월 20일 | 디오세사노 (4) | 0–2    | 헤타페 (1)      | 아로요 데 라 루스                                                 |  |  |
| 19:00            |                | 리포트 | 무니르 31′, 53′ | 경기장: 시립 경기장 관중 수: 1,350 심판: 호르헤 피게로아 바스케스 |  |  |
|                  |                |        |                 |                                                                   |  |  |

| 2022년 12월 20일 | 인테르시티 (3)         | 2–0    | 미란데스 (2) | 알리칸테                                                        |  |  |
| 19:00            | 솔데빌라 7′ · 마리 66′ | 리포트 |              | 경기장: 안토니오 솔라나 관중 수: 800 심판: 루벤 아발로스 바레라 |  |  |
|                  |                        |        |              |                                                                 |  |  |

| 2022년 12월 20일 | 레알 우니온 (3) | 0–1    | 마요르카 (1)   | 이룬                                                      |  |  |
| 21:00            |                 | 리포트 | 로드리게스 20′ | 경기장: 갈 관중 수: 3,000 심판: 후안 루이스 풀리도 산타나 |  |  |
|                  |                 |        |                |                                                           |  |  |

| 2022년 12월 20일 | 세스타오 (4) | 0–1    | 아틀레틱 빌바오 (1) | 세스타오                                                   |  |  |
| 21:00            |              | 리포트 | R. 가르시아 32′     | 경기장: 라스 야나스 심판: 하비에르 이글레시아스 비야누에바 |  |  |
|                  |              |        |                     |                                                            |  |  |

| 2022년 12월 20일 | 구이후엘로 (4) | 1–2 (연) | 비야레알 (1)                     | 구이후엘로                                     |  |  |
| 21:00            | 카르모나 14′   | 리포트   | 제라르 41′ (페널티) · 단주마 93′ | 경기장: 시립 경기장 심판: 발렌틴 피사로 고메스 |  |  |
|                  |                |          |                                  |                                                |  |  |

| 2022년 12월 20일 | 아틀레티코 파소 (4) | 0–1    | 에스파뇰 (1) | 엘 파소                                      |  |  |
| 21:00 WET        |                     | 리포트 | 멜라메드 80′ | 경기장: 시립 경기장 심판: 세사르 소토 그라도 |  |  |
|                  |                     |        |              |                                              |  |  |

| 2022년 12월 20일                       | 알코르콘 (3) | 1–1 (연) (2–4 승부차기)                               | 카르타헤나 (2)     | 알코르콘                                   |  |  |
| 21:00                                  | 브라보 55′   | 리포트                                                | 페우이자시에르 73′ | 경기장: 산토 도밍고 심판: 사울 아이스 레치 |  |  |
|                                        |              | 승부차기                                              |                    |                                            |  |  |
| 치키 · 부스토스 · 리바스 · P. 가르시아 |              | 데 블라시스 · 사디쿠 · 오르투뇨 · 다트코비치 · 무스토 |                    |                                            |  |  |
|                                        |              |                                                       |                    |                                            |  |  |

| 2022년 12월 21일                         | 아틀레티코 사군티노 (4) | 0–0 (연) (1–3 승부차기)      | 라요 바예카노 (1) | 사군토                                              |  |  |
| 19:00                                    |                         | 리포트                       |                   | 경기장: 모르베드레 심판: 기예르모 콰드라 페르난데스 |  |  |
|                                          |                         | 승부차기                     |                   |                                                     |  |  |
| 토렌트 · 카를로스 모레노 · 세라노 · 라몬 |                         | - 팔카오 - 팔라손 - 수아레스 |                   |                                                     |  |  |
|                                          |                         |                              |                   |                                                     |  |  |

| 2022년 12월 21일 | 이비사 이슬라스 피티우사스 (4) | 1–0    | 에이바르 (2) | 이비사                                               |  |  |
| 19:15            | 안토니오 69′                   | 리포트 |              | 경기장: 칸 미세스 III 심판: 안드레스 푸엔테스 몰리나 |  |  |
|                  |                                |        |              |                                                      |  |  |

| 2022년 12월 21일 | 메리다 (3) | 0–1    | 알라베스 (2) | 메리다                                            |  |  |
| 19:00            |            | 리포트 | 세비야 25′   | 경기장: 로마노 심판: 올리베르 데 라 푸엔테 라모스 |  |  |
|                  |            |        |              |                                                   |  |  |

| 2022년 12월 21일 | 누만시아 (3) | 0–3    | 스포르팅 히혼 (2)                    | 소리아                                               |  |  |
| 19:00            |              | 리포트 | 밀로바노비치 7′, 9′ · 가르시아 90+3′ | 경기장: 로스 파하리토스 심판: 아드리안 코르데로 베가 |  |  |
|                  |              |        |                                      |                                                      |  |  |

| 2022년 12월 21일 | 레반테 (2)              | 2–1    | 안도라 (2) | 발렌시아                                             |  |  |
| 19:00            | 브루게 12′ · 칸테로 42′ | 리포트 | 힐 59′     | 경기장: 시립 경기장 심판: 이오수 갈레크 아페스테기아 |  |  |
|                  |                         |        |            |                                                      |  |  |

| 2022년 12월 21일 | 아레나스 게초 (4) | 1–5    | 바야돌리드 (1)                                                      | 게초                                         |  |  |
| 21:00            | 벵고에체아 29′    | 리포트 | 에스쿠데로 35′ · 바이스만 45′ · I. 산체스 53′ · 키케 76′ · 레온 81′ | 경기장: 고벨라 심판: 카를로스 델 세로 그란데 |  |  |
|                  |                   |        |                                                                     |                                              |  |  |

| 2022년 12월 21일 | 후벤투드 토레몰리노스 (4) | 0–3    | 세비야 (1)                                            | 토레몰리노스                                                   |  |  |
| 21:00            |                           | 리포트 | 알바레스 31′ · 페르난데스 57′ (자책골) · 호르단 90+2′ | 경기장: 엘 포수엘로 심판: 이시드로 디아스 데 메라 에스쿠데로스 |  |  |
|                  |                           |        |                                                       |                                                                |  |  |

| 2022년 12월 21일 | 아르네도 (4)   | 1–3    | 오사수나 (1)                    | 아르네도                                  |  |  |
| 21:00            | 아멜리비아 65′ | 리포트 | 키케 13′, 31′ · R. 가르시아 14′ | 경기장: 센데로 심판: 마리오 멜레로 로페스 |  |  |
|                  |                |        |                                 |                                           |  |  |

| 2022년 12월 21일 | 코리아 (4) | 0–5    | 레알 소시에다드 (1)                                                | 코리아                                           |  |  |
| 21:00            |            | 리포트 | - 나바로 5′ - 쇼 17′ - 멘데스 45+1′ (페널티) - 카리카부루 79′, 84′ | 경기장: 라 이슬라 심판: 알레한드로 무니스 루이스 |  |  |
|                  |            |        |                                                                    |                                                  |  |  |

| 2022년 12월 21일 | 로그로녜스 (3)                               | 0–0 (연) (4–3 승부차기) | 알바세테 (2)                               | 로그로뇨                                         |  |  |
| 21:00            | 보니케트 · 사엔스 · 티오르 · 케이타 · 메누도 | 리포트                  | 이히니오 · 후안마 · 푸스테르 · 리키 · 메사 | 경기장: 라스 가우나스 심판: 다비드 갈베스 라스콘 |  |  |
|                  |                                              |                         |                                            |                                                  |  |  |

| 2022년 12월 21일 | 세우타 (3)                     | 3–2    | 이비사 (2)                        | 세우타                                                  |  |  |
| 21:00            | 곤살레스 14′, 48′ · 로드리 21′ | 리포트 | 라파르주 5′ (자책골) · 에카인 49′ | 경기장: 알폰소 무루베 심판: 루이스 마리오 미야 알벤디스 |  |  |
|                  |                                |        |                                   |                                                         |  |  |

| 2022년 12월 21일 | 폰테베드라 (3) | 2–1    | 테네리페 (2) | 폰테베드라                                                   |  |  |
| 21:00            | 게유 2′, 16′   | 리포트 | 로메로 63′   | 경기장: 파사론 심판: 아이토르 고로스테기 페르난데스-오르테가 |  |  |
|                  |                |        |              |                                                              |  |  |

| 2022년 12월 22일 | 게르니카 (4) | 0–3    | 셀타 비고 (1)                            | 게르니카                                             |  |  |
| 19:00            |              | 리포트 | 페레스 31′ · 아이두 55′ · 데 라 토레 68′ | 경기장: 우르비에타 심판: 미겔 앙헬 오르티스 아리아스 |  |  |
|                  |              |        |                                          |                                                      |  |  |

| 2022년 12월 22일 | 카세레뇨 (4)                | 2–1    | 지로나 (1)       | 카세레스                                               |  |  |
| 19:00            | 그란데 17′ · 페르난데스 61′ | 리포트 | 카스테야노스 30′ | 경기장: 프린시페 펠리페 심판: 하비에르 알베롤라 로하스 |  |  |
|                  |                             |        |                  |                                                        |  |  |

| 2022년 12월 22일 | 리나레스 (3) | 1–0    | 라싱 산탄데르 (2) | 리나레스                                      |  |  |
| 19:00            | 코랄 90+2′   | 리포트 |                   | 경기장: 리나레호스 심판: 알바로 모레노 아라곤 |  |  |
|                  |              |        |                   |                                               |  |  |

| 2022년 12월 22일 | 엘덴세 (3)            | 1–0    | 부르고스 (2) | 엘다                                               |  |  |
| 19:00            | 코르도바 44′ (자책골) | 리포트 |              | 경기장: 페피코 아마트 심판: 마테오 부스케츠 페레르 |  |  |
|                  |                       |        |              |                                                    |  |  |

| 2022년 12월 22일 | 아렌테이로 (4) | 1–3    | 아틀레티코 마드리드 (1)                       | 오 카르바이뇨                                       |  |  |
| 21:00            | 마르키토스 42′ | 리포트 | 카라스코 45+1′ (페널티), 90+1′ - 바리오스 76′ | 경기장: 에스피녜도 심판: 파블로 곤살레스 푸에르테스 |  |  |
|                  |                |        |                                               |                                                     |  |  |

| 2022년 12월 22일 | 짐나스틱 (3)                   | 2–1    | 말라가 (2)     | 타라고나                                             |  |  |
| 21:00            | 도밍고 13′ · P. 페르난데스 81′ | 리포트 | - 은디아유 32′ | 경기장: 노우 에스타디 심판: 이반 카파로스 에르난데스 |  |  |
|                  |                                |        |                |                                                      |  |  |

| 2022년 12월 22일                                   | 라 누시아 (3) | 0–0 (연) (6–5 승부차기)                                                   | 라스 팔마스 (2) | 라 누시아                                                     |  |  |
| 21:00                                              |               | 리포트                                                                    |                 | 경기장: 카밀로 카노 관중 수: 1,200 심판: 라파엘 산체스 로페스 |  |  |
|                                                    |               | 승부차기                                                                  |                 |                                                               |  |  |
| 칼보 · 델가도 · 피나 · J. 가르시아 · 다스케 · 레온 |               | 카르도나 · 레모스 · 페히뇨 · 루아오디스 · 알베르토 몰레이로 · F. 곤살레스 |                 |                                                               |  |  |
|                                                    |               |                                                                           |                 |                                                               |  |  |

| 2022년 12월 22일 | 오비에도 (2) | 1–0    | 그라나다 (2) | 오비에도                                                            |  |  |
| 21:00            | 루엥고 8′    | 리포트 |              | 경기장: 카를로스 타르티에레 심판: 프란시스코 호세 에르난데스 마에소 |  |  |
|                  |              |        |              |                                                                     |  |  |

참고
1. ↑  디오세사노는 본래 안방인 카세레스의 연맹 구장이 중계를 위한 조건을 만족하지 못함에 따라 대신 아로요 데 라 루스의 시립 경기장에서 경기를 치렀다.[36]

## 32강 대진표
|  | 32강전                     | 32강전                     | 32강전                     | 32강전              |                    |                    | 16강전             | 16강전 | 16강전 | 16강전 |  |  | 8강전 | 8강전 | 8강전 | 8강전 |  |  | 준결승전 | 준결승전 | 준결승전 | 준결승전 |  |  | 결승전 | 결승전 | 결승전 | 결승전 |
|  |                            |                            |                            |                     |                    |                    |                    |        |        |        |  |  |       |       |       |       |  |  |          |          |          |          |  |  |        |        |        |        |
|  |                            |                            |                            |                     |                    |                    |                    |        |        |        |  |  |       |       |       |       |  |  |          |          |          |          |  |  |        |        |        |        |
|  |                            |                            |                            |                     |                    |                    |                    |        |        |        |  |  |       |       |       |       |  |  |          |          |          |          |  |  |        |        |        |        |
|  | 카르타헤나                 | 카르타헤나                 | 카르타헤나                 | 1                   |                    |                    |                    |        |        |        |  |  |       |       |       |       |  |  |          |          |          |          |  |  |        |        |        |        |
|  | 카르타헤나                 | 카르타헤나                 | 카르타헤나                 | 1                   |                    |                    |                    |        |        |        |  |  |       |       |       |       |  |  |          |          |          |          |  |  |        |        |        |        |
|  | 비야레알                   | 비야레알                   | 비야레알                   | 5                   |                    |                    |                    |        |        |        |  |  |       |       |       |       |  |  |          |          |          |          |  |  |        |        |        |        |
|  | 비야레알                   | 비야레알                   | 비야레알                   | 5                   | 비야레알           | 비야레알           | 비야레알           | 2      |        |        |  |  |       |       |       |       |  |  |          |          |          |          |  |  |        |        |        |        |
|  |                            |                            |                            |                     | 비야레알           | 비야레알           | 비야레알           | 2      |        |        |  |  |       |       |       |       |  |  |          |          |          |          |  |  |        |        |        |        |
|  |                            | 레알 마드리드              | 레알 마드리드              | 레알 마드리드       | 3                  |                    |                    |        |        |        |  |  |       |       |       |       |  |  |          |          |          |          |  |  |        |        |        |        |
|  | 카세레뇨                   | 카세레뇨                   | 카세레뇨                   | 레알 마드리드       | 3                  | 0                  |                    |        |        |        |  |  |       |       |       |       |  |  |          |          |          |          |  |  |        |        |        |        |
|  | 카세레뇨                   | 카세레뇨                   | 카세레뇨                   |                     |                    |                    |                    |        |        |        |  |  |       |       |       |       |  |  |          |          |          |          |  |  |        |        |        |        |
|  | 레알 마드리드              | 레알 마드리드              | 레알 마드리드              | 1                   |                    |                    |                    |        |        |        |  |  |       |       |       |       |  |  |          |          |          |          |  |  |        |        |        |        |
|  | 레알 마드리드              | 레알 마드리드              | 레알 마드리드              | 1                   | 레알 마드리드 (연) | 레알 마드리드 (연) | 레알 마드리드 (연) | 3      |        |        |  |  |       |       |       |       |  |  |          |          |          |          |  |  |        |        |        |        |
|  |                            |                            |                            |                     | 레알 마드리드 (연) | 레알 마드리드 (연) | 레알 마드리드 (연) | 3      |        |        |  |  |       |       |       |       |  |  |          |          |          |          |  |  |        |        |        |        |
|  |                            | 아틀레티코 마드리드        | 아틀레티코 마드리드        | 아틀레티코 마드리드 | 1                  |                    |                    |        |        |        |  |  |       |       |       |       |  |  |          |          |          |          |  |  |        |        |        |        |
|  | 레반테                     | 레반테                     | 레반테                     | 아틀레티코 마드리드 | 1                  | 3                  |                    |        |        |        |  |  |       |       |       |       |  |  |          |          |          |          |  |  |        |        |        |        |
|  | 레반테                     | 레반테                     | 레반테                     |                     |                    |                    |                    |        |        |        |  |  |       |       |       |       |  |  |          |          |          |          |  |  |        |        |        |        |
|  | 헤타페                     | 헤타페                     | 헤타페                     | 2                   |                    |                    |                    |        |        |        |  |  |       |       |       |       |  |  |          |          |          |          |  |  |        |        |        |        |
|  | 헤타페                     | 헤타페                     | 헤타페                     | 2                   | 레반테             | 레반테             | 레반테             | 0      |        |        |  |  |       |       |       |       |  |  |          |          |          |          |  |  |        |        |        |        |
|  |                            |                            |                            |                     | 레반테             | 레반테             | 레반테             | 0      |        |        |  |  |       |       |       |       |  |  |          |          |          |          |  |  |        |        |        |        |
|  |                            | 아틀레티코 마드리드        | 아틀레티코 마드리드        | 아틀레티코 마드리드 | 2                  |                    |                    |        |        |        |  |  |       |       |       |       |  |  |          |          |          |          |  |  |        |        |        |        |
|  | 오비에도                   | 오비에도                   | 오비에도                   | 아틀레티코 마드리드 | 2                  | 0                  |                    |        |        |        |  |  |       |       |       |       |  |  |          |          |          |          |  |  |        |        |        |        |
|  | 오비에도                   | 오비에도                   | 오비에도                   |                     |                    |                    |                    |        |        |        |  |  |       |       |       |       |  |  |          |          |          |          |  |  |        |        |        |        |
|  | 아틀레티코 마드리드        | 아틀레티코 마드리드        | 아틀레티코 마드리드        | 2                   |                    |                    |                    |        |        |        |  |  |       |       |       |       |  |  |          |          |          |          |  |  |        |        |        |        |
|  | 아틀레티코 마드리드        | 아틀레티코 마드리드        | 아틀레티코 마드리드        | 2                   | 레알 마드리드      | 0                  | 4                  | 4      |        |        |  |  |       |       |       |       |  |  |          |          |          |          |  |  |        |        |        |        |
|  |                            |                            |                            |                     | 레알 마드리드      | 0                  | 4                  | 4      |        |        |  |  |       |       |       |       |  |  |          |          |          |          |  |  |        |        |        |        |
|  |                            | 바르셀로나                 | 1                          | 0                   | 1                  |                    |                    |        |        |        |  |  |       |       |       |       |  |  |          |          |          |          |  |  |        |        |        |        |
|  | 세우타                     | 세우타                     | 세우타                     | 0                   | 1                  | 1                  |                    |        |        |        |  |  |       |       |       |       |  |  |          |          |          |          |  |  |        |        |        |        |
|  | 세우타                     | 세우타                     | 세우타                     |                     |                    |                    |                    |        |        |        |  |  |       |       |       |       |  |  |          |          |          |          |  |  |        |        |        |        |
|  | 엘체                       | 엘체                       | 엘체                       | 0                   |                    |                    |                    |        |        |        |  |  |       |       |       |       |  |  |          |          |          |          |  |  |        |        |        |        |
|  | 엘체                       | 엘체                       | 엘체                       | 0                   | 세우타             | 세우타             | 세우타             | 0      |        |        |  |  |       |       |       |       |  |  |          |          |          |          |  |  |        |        |        |        |
|  |                            |                            |                            |                     | 세우타             | 세우타             | 세우타             | 0      |        |        |  |  |       |       |       |       |  |  |          |          |          |          |  |  |        |        |        |        |
|  |                            | 바르셀로나                 | 바르셀로나                 | 바르셀로나          | 5                  |                    |                    |        |        |        |  |  |       |       |       |       |  |  |          |          |          |          |  |  |        |        |        |        |
|  | 인테르시티                 | 인테르시티                 | 인테르시티                 | 바르셀로나          | 5                  | 3                  |                    |        |        |        |  |  |       |       |       |       |  |  |          |          |          |          |  |  |        |        |        |        |
|  | 인테르시티                 | 인테르시티                 | 인테르시티                 |                     |                    |                    |                    |        |        |        |  |  |       |       |       |       |  |  |          |          |          |          |  |  |        |        |        |        |
|  | 바르셀로나 (연)            | 바르셀로나 (연)            | 바르셀로나 (연)            | 4                   |                    |                    |                    |        |        |        |  |  |       |       |       |       |  |  |          |          |          |          |  |  |        |        |        |        |
|  | 바르셀로나 (연)            | 바르셀로나 (연)            | 바르셀로나 (연)            | 4                   | 바르셀로나         | 바르셀로나         | 바르셀로나         | 1      |        |        |  |  |       |       |       |       |  |  |          |          |          |          |  |  |        |        |        |        |
|  |                            |                            |                            |                     | 바르셀로나         | 바르셀로나         | 바르셀로나         | 1      |        |        |  |  |       |       |       |       |  |  |          |          |          |          |  |  |        |        |        |        |
|  |                            | 레알 소시에다드            | 레알 소시에다드            | 레알 소시에다드     | 0                  |                    |                    |        |        |        |  |  |       |       |       |       |  |  |          |          |          |          |  |  |        |        |        |        |
|  | 로그로녜스                 | 로그로녜스                 | 로그로녜스                 | 레알 소시에다드     | 0                  | 0                  |                    |        |        |        |  |  |       |       |       |       |  |  |          |          |          |          |  |  |        |        |        |        |
|  | 로그로녜스                 | 로그로녜스                 | 로그로녜스                 |                     |                    |                    |                    |        |        |        |  |  |       |       |       |       |  |  |          |          |          |          |  |  |        |        |        |        |
|  | 레알 소시에다드            | 레알 소시에다드            | 레알 소시에다드            | 1                   |                    |                    |                    |        |        |        |  |  |       |       |       |       |  |  |          |          |          |          |  |  |        |        |        |        |
|  | 레알 소시에다드            | 레알 소시에다드            | 레알 소시에다드            | 1                   | 레알 소시에다드    | 레알 소시에다드    | 레알 소시에다드    | 1      |        |        |  |  |       |       |       |       |  |  |          |          |          |          |  |  |        |        |        |        |
|  |                            |                            |                            |                     | 레알 소시에다드    | 레알 소시에다드    | 레알 소시에다드    | 1      |        |        |  |  |       |       |       |       |  |  |          |          |          |          |  |  |        |        |        |        |
|  |                            | 마요르카                   | 마요르카                   | 마요르카            | 0                  |                    |                    |        |        |        |  |  |       |       |       |       |  |  |          |          |          |          |  |  |        |        |        |        |
|  | 폰테베드라                 | 폰테베드라                 | 폰테베드라                 | 마요르카            | 0                  | 0                  |                    |        |        |        |  |  |       |       |       |       |  |  |          |          |          |          |  |  |        |        |        |        |
|  | 폰테베드라                 | 폰테베드라                 | 폰테베드라                 |                     |                    |                    |                    |        |        |        |  |  |       |       |       |       |  |  |          |          |          |          |  |  |        |        |        |        |
|  | 마요르카 (연)              | 마요르카 (연)              | 마요르카 (연)              | 2                   |                    |                    |                    |        |        |        |  |  |       |       |       |       |  |  |          |          |          |          |  |  |        |        |        |        |
|  | 마요르카 (연)              | 마요르카 (연)              | 마요르카 (연)              | 2                   | 레알 마드리드      | 레알 마드리드      | 레알 마드리드      | 2      |        |        |  |  |       |       |       |       |  |  |          |          |          |          |  |  |        |        |        |        |
|  |                            |                            |                            |                     | 레알 마드리드      | 레알 마드리드      | 레알 마드리드      | 2      |        |        |  |  |       |       |       |       |  |  |          |          |          |          |  |  |        |        |        |        |
|  |                            | 오사수나                   | 오사수나                   | 오사수나            | 1                  |                    |                    |        |        |        |  |  |       |       |       |       |  |  |          |          |          |          |  |  |        |        |        |        |
|  | 이비사 이슬라스 피티우사스 | 이비사 이슬라스 피티우사스 | 이비사 이슬라스 피티우사스 | 오사수나            | 1                  | 1                  |                    |        |        |        |  |  |       |       |       |       |  |  |          |          |          |          |  |  |        |        |        |        |
|  | 이비사 이슬라스 피티우사스 | 이비사 이슬라스 피티우사스 | 이비사 이슬라스 피티우사스 |                     |                    |                    |                    |        |        |        |  |  |       |       |       |       |  |  |          |          |          |          |  |  |        |        |        |        |
|  | 베티스                     | 베티스                     | 베티스                     | 4                   |                    |                    |                    |        |        |        |  |  |       |       |       |       |  |  |          |          |          |          |  |  |        |        |        |        |
|  | 베티스                     | 베티스                     | 베티스                     | 4                   | 베티스             | 베티스             | 베티스             | 2 (2)  |        |        |  |  |       |       |       |       |  |  |          |          |          |          |  |  |        |        |        |        |
|  |                            |                            |                            |                     | 베티스             | 베티스             | 베티스             | 2 (2)  |        |        |  |  |       |       |       |       |  |  |          |          |          |          |  |  |        |        |        |        |
|  |                            | 오사수나 (승)              | 오사수나 (승)              | 오사수나 (승)       | 2 (4)              |                    |                    |        |        |        |  |  |       |       |       |       |  |  |          |          |          |          |  |  |        |        |        |        |
|  | 짐나스틱                   | 짐나스틱                   | 짐나스틱                   | 오사수나 (승)       | 2 (4)              | 1                  |                    |        |        |        |  |  |       |       |       |       |  |  |          |          |          |          |  |  |        |        |        |        |
|  | 짐나스틱                   | 짐나스틱                   | 짐나스틱                   |                     |                    |                    |                    |        |        |        |  |  |       |       |       |       |  |  |          |          |          |          |  |  |        |        |        |        |
|  | 오사수나 (연)              | 오사수나 (연)              | 오사수나 (연)              | 2                   |                    |                    |                    |        |        |        |  |  |       |       |       |       |  |  |          |          |          |          |  |  |        |        |        |        |
|  | 오사수나 (연)              | 오사수나 (연)              | 오사수나 (연)              | 2                   | 오사수나 (연)      | 오사수나 (연)      | 오사수나 (연)      | 2      |        |        |  |  |       |       |       |       |  |  |          |          |          |          |  |  |        |        |        |        |
|  |                            |                            |                            |                     | 오사수나 (연)      | 오사수나 (연)      | 오사수나 (연)      | 2      |        |        |  |  |       |       |       |       |  |  |          |          |          |          |  |  |        |        |        |        |
|  |                            | 세비야                     | 세비야                     | 세비야              | 1                  |                    |                    |        |        |        |  |  |       |       |       |       |  |  |          |          |          |          |  |  |        |        |        |        |
|  | 알라베스                   | 알라베스                   | 알라베스                   | 세비야              | 1                  | 1                  |                    |        |        |        |  |  |       |       |       |       |  |  |          |          |          |          |  |  |        |        |        |        |
|  | 알라베스                   | 알라베스                   | 알라베스                   |                     |                    |                    |                    |        |        |        |  |  |       |       |       |       |  |  |          |          |          |          |  |  |        |        |        |        |
|  | 바야돌리드                 | 바야돌리드                 | 바야돌리드                 | 0                   |                    |                    |                    |        |        |        |  |  |       |       |       |       |  |  |          |          |          |          |  |  |        |        |        |        |
|  | 바야돌리드                 | 바야돌리드                 | 바야돌리드                 | 0                   | 알라베스           | 알라베스           | 알라베스           | 0      |        |        |  |  |       |       |       |       |  |  |          |          |          |          |  |  |        |        |        |        |
|  |                            |                            |                            |                     | 알라베스           | 알라베스           | 알라베스           | 0      |        |        |  |  |       |       |       |       |  |  |          |          |          |          |  |  |        |        |        |        |
|  |                            | 세비야                     | 세비야                     | 세비야              | 1                  |                    |                    |        |        |        |  |  |       |       |       |       |  |  |          |          |          |          |  |  |        |        |        |        |
|  | 리나레스                   | 리나레스                   | 리나레스                   | 세비야              | 1                  | 0                  |                    |        |        |        |  |  |       |       |       |       |  |  |          |          |          |          |  |  |        |        |        |        |
|  | 리나레스                   | 리나레스                   | 리나레스                   |                     |                    |                    |                    |        |        |        |  |  |       |       |       |       |  |  |          |          |          |          |  |  |        |        |        |        |
|  | 세비야                     | 세비야                     | 세비야                     | 5                   |                    |                    |                    |        |        |        |  |  |       |       |       |       |  |  |          |          |          |          |  |  |        |        |        |        |
|  | 세비야                     | 세비야                     | 세비야                     | 5                   | 오사수나 (연)      | 1                  | 1                  | 2      |        |        |  |  |       |       |       |       |  |  |          |          |          |          |  |  |        |        |        |        |
|  |                            |                            |                            |                     | 오사수나 (연)      | 1                  | 1                  | 2      |        |        |  |  |       |       |       |       |  |  |          |          |          |          |  |  |        |        |        |        |
|  |                            | 아틀레틱 빌바오            | 1                          | 0                   | 1                  |                    |                    |        |        |        |  |  |       |       |       |       |  |  |          |          |          |          |  |  |        |        |        |        |
|  | 스포르팅 히혼              | 스포르팅 히혼              | 스포르팅 히혼              | 0                   | 1                  | 2                  |                    |        |        |        |  |  |       |       |       |       |  |  |          |          |          |          |  |  |        |        |        |        |
|  | 스포르팅 히혼              | 스포르팅 히혼              | 스포르팅 히혼              |                     |                    |                    |                    |        |        |        |  |  |       |       |       |       |  |  |          |          |          |          |  |  |        |        |        |        |
|  | 라요 바예카노              | 라요 바예카노              | 라요 바예카노              | 0                   |                    |                    |                    |        |        |        |  |  |       |       |       |       |  |  |          |          |          |          |  |  |        |        |        |        |
|  | 라요 바예카노              | 라요 바예카노              | 라요 바예카노              | 0                   | 스포르팅 히혼      | 스포르팅 히혼      | 스포르팅 히혼      | 0      |        |        |  |  |       |       |       |       |  |  |          |          |          |          |  |  |        |        |        |        |
|  |                            |                            |                            |                     | 스포르팅 히혼      | 스포르팅 히혼      | 스포르팅 히혼      | 0      |        |        |  |  |       |       |       |       |  |  |          |          |          |          |  |  |        |        |        |        |
|  |                            | 발렌시아                   | 발렌시아                   | 발렌시아            | 4                  |                    |                    |        |        |        |  |  |       |       |       |       |  |  |          |          |          |          |  |  |        |        |        |        |
|  | 라 누시아                  | 라 누시아                  | 라 누시아                  | 발렌시아            | 4                  | 0                  |                    |        |        |        |  |  |       |       |       |       |  |  |          |          |          |          |  |  |        |        |        |        |
|  | 라 누시아                  | 라 누시아                  | 라 누시아                  |                     |                    |                    |                    |        |        |        |  |  |       |       |       |       |  |  |          |          |          |          |  |  |        |        |        |        |
|  | 발렌시아                   | 발렌시아                   | 발렌시아                   | 3                   |                    |                    |                    |        |        |        |  |  |       |       |       |       |  |  |          |          |          |          |  |  |        |        |        |        |
|  | 발렌시아                   | 발렌시아                   | 발렌시아                   | 3                   | 발렌시아           | 발렌시아           | 발렌시아           | 1      |        |        |  |  |       |       |       |       |  |  |          |          |          |          |  |  |        |        |        |        |
|  |                            |                            |                            |                     | 발렌시아           | 발렌시아           | 발렌시아           | 1      |        |        |  |  |       |       |       |       |  |  |          |          |          |          |  |  |        |        |        |        |
|  |                            | 아틀레틱 빌바오            | 아틀레틱 빌바오            | 아틀레틱 빌바오     | 3                  |                    |                    |        |        |        |  |  |       |       |       |       |  |  |          |          |          |          |  |  |        |        |        |        |
|  | 엘덴세                     | 엘덴세                     | 엘덴세                     | 아틀레틱 빌바오     | 3                  | 1                  |                    |        |        |        |  |  |       |       |       |       |  |  |          |          |          |          |  |  |        |        |        |        |
|  | 엘덴세                     | 엘덴세                     | 엘덴세                     |                     |                    |                    |                    |        |        |        |  |  |       |       |       |       |  |  |          |          |          |          |  |  |        |        |        |        |
|  | 아틀레틱 빌바오            | 아틀레틱 빌바오            | 아틀레틱 빌바오            | 6                   |                    |                    |                    |        |        |        |  |  |       |       |       |       |  |  |          |          |          |          |  |  |        |        |        |        |
|  | 아틀레틱 빌바오            | 아틀레틱 빌바오            | 아틀레틱 빌바오            | 6                   | 아틀레틱 빌바오    | 아틀레틱 빌바오    | 아틀레틱 빌바오    | 1      |        |        |  |  |       |       |       |       |  |  |          |          |          |          |  |  |        |        |        |        |
|  |                            |                            |                            |                     | 아틀레틱 빌바오    | 아틀레틱 빌바오    | 아틀레틱 빌바오    | 1      |        |        |  |  |       |       |       |       |  |  |          |          |          |          |  |  |        |        |        |        |
|  |                            | 에스파뇰                   | 에스파뇰                   | 에스파뇰            | 0                  |                    |                    |        |        |        |  |  |       |       |       |       |  |  |          |          |          |          |  |  |        |        |        |        |
|  | 에스파뇰 (연)              | 에스파뇰 (연)              | 에스파뇰 (연)              | 에스파뇰            | 0                  | 3                  |                    |        |        |        |  |  |       |       |       |       |  |  |          |          |          |          |  |  |        |        |        |        |
|  | 에스파뇰 (연)              | 에스파뇰 (연)              | 에스파뇰 (연)              |                     |                    |                    |                    |        |        |        |  |  |       |       |       |       |  |  |          |          |          |          |  |  |        |        |        |        |
|  | 셀타 비고                  | 셀타 비고                  | 셀타 비고                  | 1                   |                    |                    |                    |        |        |        |  |  |       |       |       |       |  |  |          |          |          |          |  |  |        |        |        |        |
|  | 셀타 비고                  | 셀타 비고                  | 셀타 비고                  | 1                   |                    |                    |                    |        |        |        |  |  |       |       |       |       |  |  |          |          |          |          |  |  |        |        |        |        |

## 32강전

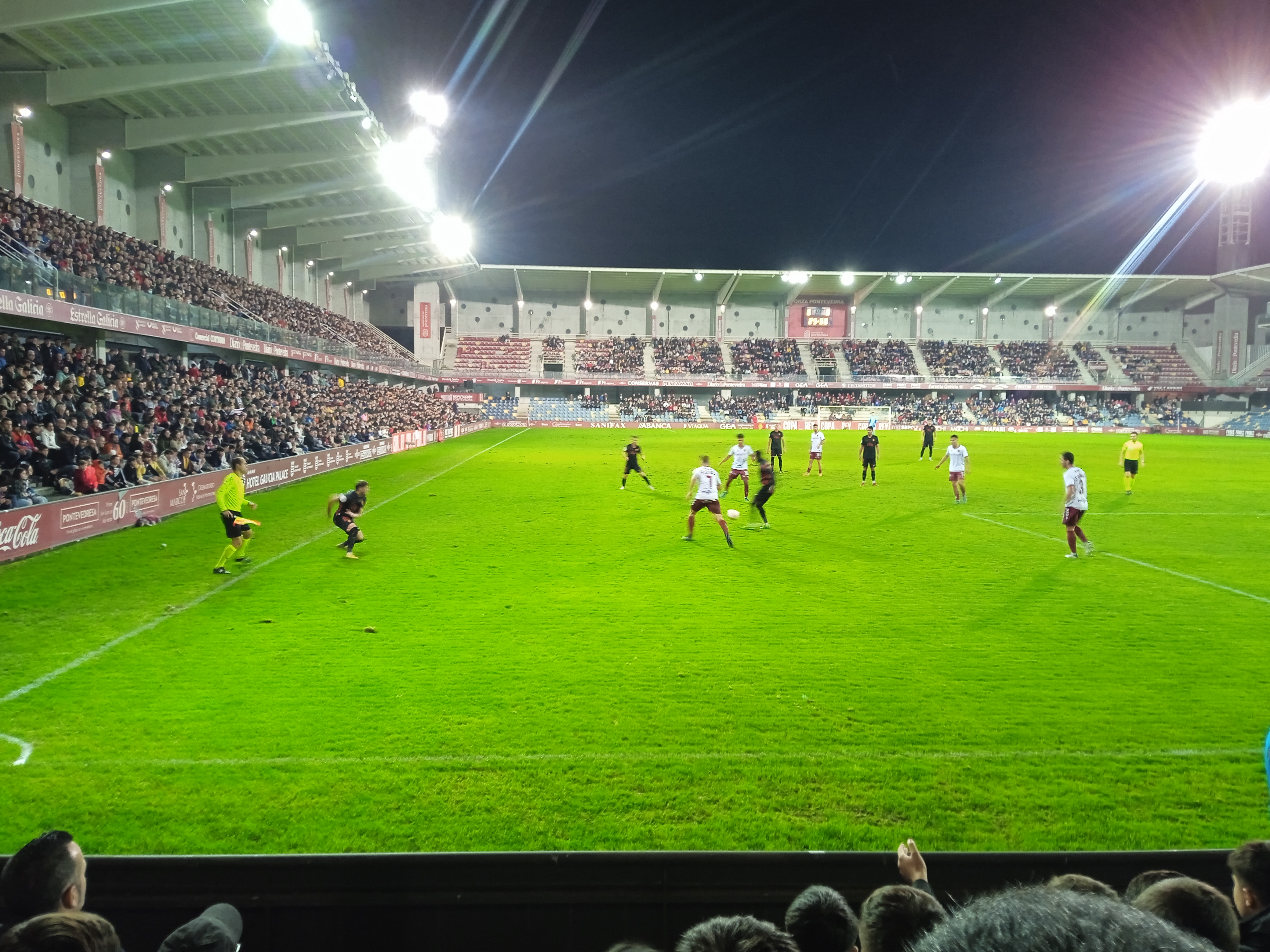
폰테베드라-마요르카 경기

### 추첨
32강전의 추첨식은 2022년 12월 23일 라스 로사스의 스페인 왕립 축구 연맹 본부에서 진행되었다. 수페르코파 데 에스파냐에 참가한 4개 구단이 합류하여 우선적으로 하위 리그 구단들과 편성되었다. 그 후, 나머지 하위 리그 구단들이 남은 라 리가 구단들과 짝지어졌다. 경기는 모두 하위 리그 구단의 안방에서 진행되었다. 총 16경기가 2023년 1월 3일부터 5일까지 진행되었다.
| 1포트 수페르코파 데 에스파냐 참가 4개 구단 | 2포트 라 리가 소속 나머지 13개 구단 | 3포트 세군다 디비시온 소속 5개 구단               | 4포트 프리메라 디비시온 RFEF 소속 8개 구단                                 | 5포트 세군다 디비시온 RFEF 소속 2개 구단 |
| 바르셀로나 베티스 레알 마드리드 발렌시아   | 아틀레틱 빌바오 아틀레티코 마드리드 셀타 비고 엘체 에스파뇰 헤타페 마요르카 오사수나 라요 바예카노 레알 소시에다드 세비야 바야돌리드 비야레알 | 알라베스 카르타헤나 레반테 오비에도 스포르팅 히혼 | 세우타 엘덴세 짐나스틱 인테르시티 라 누시아 리나레스 폰테베드라 로그로녜스 | 카세레뇨 이비사 이슬라스 피티우사스      |

### 경기 결과
| 2023년 1월 3일 | 에스파뇰 (1)                              | 3–1 (연장전) | 셀타 비고 (1)  | 코르넬랴 데 료브레가트                                               |  |  |
| 19:00          | 푸아도 53′ · 다르데르 97′ · 멜라메드 118′ | 리포트       | 파시엥시아 15′ | 경기장: RCDE 스타디움 관중 수: 20,050 심판: 후안 마르티네스 무누에라 |  |  |
|                |                                           |              |                |                                                                      |  |  |

| 2023년 1월 3일 | 라 누시아 (3) | 0–3    | 발렌시아 (1)                            | 라 누시아                                                     |  |  |
| 19:00          |               | 리포트 | 클라위버르트 3′ · 모리바 31′ · 두로 72′ | 경기장: 카밀로 카노 관중 수: 7,000 심판: 마리오 멜레로 로페스 |  |  |
|                |               |        |                                         |                                                               |  |  |

| 2023년 1월 3일 | 카르타헤나 (2) | 1–5    | 비야레알 (1)                                                       | 카르타헤나                                                                  |  |  |
| 19:00          | 바스케스 39′   | 리포트 | 바에나 49′ · 단주마 56′ · 모랄레스 60′ · 추쿠에제 85′ · 카푸에 90′ | 경기장: 카르타고노바 관중 수: 14,800 심판: 알레한드로 에르난데스 에르난데스 |  |  |
|                |                |        |                                                                    |                                                                             |  |  |

| 2023년 1월 3일 | 카세레뇨 (4) | 0–1    | 레알 마드리드 (1) | 카세레스                                                                 |  |  |
| 21:00          |              | 리포트 | 호드리구 69′      | 경기장: 프린시페 펠리페 관중 수: 15,000 심판: 기예르모 콰드라 페르난데스 |  |  |
|                |              |        |                   |                                                                          |  |  |

| 2023년 1월 3일 | 세우타 (3)          | 1–0    | 엘체 (1) | 세우타                                                              |  |  |
| 21:00          | 로드리 44′ (페널티) | 리포트 |          | 경기장: 알폰소 무루베 관중 수: 2,483 심판: 호르헤 피게로아 바스케스 |  |  |
|                |                     |        |          |                                                                     |  |  |

| 2023년 1월 3일 | 스포르팅 히혼 (2)     | 2–0    | 라요 바예카노 (1) | 히혼                                                              |  |  |
| 21:00          | 밀로바노비치 57′, 88′ | 리포트 |                   | 경기장: 엘 몰리논 관중 수: 17,423 심판: 후안 루이스 풀리도 산타나 |  |  |
|                |                       |        |                   |                                                                   |  |  |

| 2023년 1월 3일 | 레반테 (2)                               | 3–2    | 헤타페 (1)      | 발렌시아                                                                |  |  |
| 21:00          | 포스티고 52′ · 무뇨스 62′ · 웨슬리 90+1′ | 리포트 | 무니르 34′, 56′ | 경기장: 시립 경기장 관중 수: 11,403 심판: 호세 마리아 산체스 마르티네스 |  |  |
|                |                                          |        |                 |                                                                         |  |  |

| 2023년 1월 4일 | 리나레스 (3) | 0–5    | 세비야 (1)                                                     | 리나레스                                                       |  |  |
| 19:00          |              | 리포트 | 엔-네시리 37′, 40′, 74′ · 스콰드로네 57′ (자책골) · 라멜라 69′ | 경기장: 리나레호스 관중 수: 9,500 심판: 안토니오 마테우 라오스 |  |  |
|                |              |        |                                                                |                                                                |  |  |

| 2023년 1월 4일 | 로그로녜스 (3) | 0–1    | 레알 소시에다드 (1) | 로그로뇨                                                               |  |  |
| 19:00          |                | 리포트 | 나바로 33′          | 경기장: 라스 가우나스 관중 수: 15,000 심판: 파블로 곤살레스 푸에르테스 |  |  |
|                |                |        |                     |                                                                        |  |  |

| 2023년 1월 4일 | 폰테베드라 (3) | 0–2 (연) | 마요르카 (1)             | 폰테베드라                                                   |  |  |
| 19:00          |                | 리포트   | 아브돈 97′ · 무리치 104′ | 경기장: 파사론 관중 수: 10,500 심판: 카를로스 델 세로 그란데 |  |  |
|                |                |          |                          |                                                              |  |  |

| 2023년 1월 4일 | 오비에도 (2) | 0–2    | 아틀레티코 마드리드 (1)   | 오비에도                                                                   |  |  |
| 20:00          |              | 리포트 | 요렌테 24′ · 바리오스 83′ | 경기장: 카를로스 타르티에레 관중 수: 27,303 심판: 알레한드로 무니스 루이스 |  |  |
|                |              |        |                           |                                                                            |  |  |

| 2023년 1월 4일 | 인테르시티 (3)         | 3–4 (연) | 바르셀로나 (1)                                    | 알리칸테                                                            |  |  |
| 21:00          | 솔데빌라 59′, 74′, 86′ | 리포트   | 아라우호 4′ · 뎀벨레 66′ · 하피냐 77′ · 파티 103′ | 경기장: 호세 리코 페레스 관중 수: 26,000 심판: 발렌틴 피사로 고메스 |  |  |
|                |                        |          |                                                   |                                                                     |  |  |

| 2023년 1월 4일 | 알라베스 (2) | 1–0    | 바야돌리드 (1) | 비토리아-가스테이스                                                 |  |  |
| 21:00          | 실라 11′     | 리포트 |                | 경기장: 멘디소로차 관중 수: 8,800 심판: 미겔 앙헬 오르티스 아리아스 |  |  |
|                |              |        |                |                                                                     |  |  |

| 2023년 1월 5일 | 이비사 이슬라스 피티우사스 (4) | 1–4    | 베티스 (1)                                                          | 이비사                                                                      |  |  |
| 16:00          | 베르날 26′                     | 리포트 | 윌리앙 주제 54′ · 곤살레스 58′ · 무루아 81′ (자책골) · 페키르 90+3′ | 경기장: 칸 미세스 III 관중 수: 1,170 심판: 하비에르 이글레시아스 비야누에바 |  |  |
|                |                                |        |                                                                     |                                                                             |  |  |

| 2023년 1월 5일 | 짐나스틱 (3)      | 1–2 (연) | 오사수나 (1)                    | 타라고나                                                                        |  |  |
| 16:00          | P. 페르난데스 78′ | 리포트   | 키케 16′ · 몬테스 112′ (자책골) | 경기장: 노우 에스타디 관중 수: 8,282 심판: 이시드로 디아스 데 메라 에스쿠데로스 |  |  |
|                |                   |          |                                 |                                                                                 |  |  |

| 2023년 1월 5일 | 엘덴세 (3) | 1–6    | 아틀레틱 빌바오 (1)                                                                     | 엘다                                                                       |  |  |
| 21:00          | 소베론 67′ | 리포트 | N. 윌리암스 35′ · 베렝게르 41′, 65′ · 사라가 59′ · 코레이아 74′ (자책골) · 무니아인 90′ | 경기장: 누에보 페피코 아마트 관중 수: 5,700 심판: 하비에르 알베롤라 로하스 |  |  |
|                |            |        |                                                                                         |                                                                            |  |  |

참고
1. ↑  인테르시티는 본래 안방인 안토니오 솔라나가 중계를 위한 조건을 만족하지 못함에 따라 대신 호세 리코 페레스에서 경기를 치렀다.[37]

## 16강전

### 추첨
16강전의 추첨식은 2023년 1월 7일, 라스 로사스의 스페인 왕립 축구 연맹 본부에서 진행되었다. 16강전 참가 구단들은 2022-23 시즌의 소속 리그에 따라 3개의 포트로 나뉘었다. 가능하면, 하부 리그의 구장에서 경기가 열렸고, 같은 리그에 속한 구단들의 맞대결이 성사된 경우에는 추첨함에서 먼저 나온 구단이 안방에서 경기를 치르게 되었다. 총 8경기가 2023년 1월 17일부터 1월 19일까지 진행되었다.
| 1포트 라 리가 소속 12개 구단 | 2포트 세군다 디비시온 소속 3개 구단 | 3포트 프리메라 디비시온 RFEF 소속 1개 구단 |
| 아틀레틱 빌바오 아틀레티코 마드리드 바르셀로나 에스파뇰 마요르카 오사수나 베티스 레알 마드리드 레알 소시에다드 세비야 발렌시아 비야레알 | 알라베스 레반테 스포르팅 히혼       | 세우타                                     |

### 경기 결과
| 2023년 1월 17일 | 레알 소시에다드 (1) | 1–0    | 마요르카 (1) | 산 세바스티안                                                           |  |  |
| 19:00           | 나바로 5′           | 리포트 |              | 경기장: 아노에타 관중 수: 23,408 심판: 알레한드로 에르난데스 에르난데스 |  |  |
|                 |                     |        |              |                                                                         |  |  |

| 2023년 1월 17일 | 알라베스 (2) | 0–1    | 세비야 (1)   | 비토리아-가스테이스                                         |  |  |
| 21:00           |              | 리포트 | 라키티치 48′ | 경기장: 멘디소로차 관중 수: 12,217 심판: 세사르 소토 그라도 |  |  |
|                 |              |        |              |                                                             |  |  |

| 2023년 1월 18일 | 스포르팅 히혼 (2) | 0–4    | 발렌시아 (1)                                  | 히혼                                                                |  |  |
| 19:00           |                   | 리포트 | 카바니 10′, 39′ · 클라위버르트 21′ · 리노 64′ | 경기장: 엘 몰리논 관중 수: 14,625 심판: 호세 루이스 무누에라 몬테로 |  |  |
|                 |                   |        |                                               |                                                                     |  |  |

| 2023년 1월 18일 | 아틀레틱 빌바오 (1) | 1–0    | 에스파뇰 (1) | 빌바오                                                            |  |  |
| 20:00           | 데 마르코스 27′     | 리포트 |              | 경기장: 산 마메스 관중 수: 37,564 심판: 후안 루이스 풀리도 산타나 |  |  |
|                 |                     |        |              |                                                                   |  |  |

| 2023년 1월 18일                             | 베티스 (1)                 | 2–2 (연) (2–4 승부차기)               | 오사수나 (1)                         | 세비야                                                                 |  |  |
| 21:00                                       | 카르발류 62′ · 사발리 103′ | 리포트                                | D. 가르시아 90+1′ · R. 가르시아 106′ | 경기장: 베니토 비야마린 관중 수: 35,817 심판: 하비에르 알베롤라 로하스 |  |  |
|                                             |                            | 승부차기                              |                                      |                                                                        |  |  |
| 이글레시아스 · 로렌 · 카날레스 · 로드리게스 |                            | 아빌라 · 부디미르 · 몽카욜라 · 바르하 |                                      |                                                                        |  |  |
|                                             |                            |                                       |                                      |                                                                        |  |  |

| 2023년 1월 18일 | 레반테 (2) | 0–2    | 아틀레티코 마드리드 (1)   | 발렌시아                                                           |  |  |
| 21:00           |            | 리포트 | 모라타 54′ · 요렌테 90+1′ | 경기장: 시립 경기장 관중 수: 18,000 심판: 호르헤 피게로아 바스케스 |  |  |
|                 |            |        |                           |                                                                    |  |  |

| 2023년 1월 19일 | 세우타 (3) | 0–5    | 바르셀로나 (1)                                             | 세우타                                                              |  |  |
| 20:00           |            | 리포트 | 하피냐 41′ · 레반도프스키 50′, 90′ · 파티 70′ · 케시에 77′ | 경기장: 알폰소 무루베 관중 수: 7,000 심판: 후안 마르티네스 무누에라 |  |  |
|                 |            |        |                                                            |                                                                     |  |  |

| 2023년 1월 19일 | 비야레알 (1)             | 2–3    | 레알 마드리드 (1)                          | 비야레알                                                   |  |  |
| 21:00           | 카푸에 4′ · 추쿠에제 42′ | 리포트 | 비니시우스 57′ · 밀리탕 69′ · 세바요스 86′ | 경기장: 라 세라미카 관중 수: 20,124 심판: 헤수스 힐 만사노 |  |  |
|                 |                          |        |                                            |                                                            |  |  |

## 8강전

### 추첨
8강전 추첨식은 2023년 1월 20일, 라스 로사스의 스페인 왕립 축구 연맹 본부에서 진행되었다. 8강전에는 참가 구단이 1부 리그 구단들만 남음에 따라 추첨함에서 먼저 나온 구단이 안방에서 경기를 치르게 되었다.
| 참가 구단 라 리가 소속 8개 구단                                                                       |
| 아틀레틱 빌바오 아틀레티코 마드리드 바르셀로나 오사수나 레알 마드리드 레알 소시에다드 세비야 발렌시아 |

### 경기 결과
| 2023년 1월 25일 | 바르셀로나 (1) | 1–0    | 레알 소시에다드 (1) | 바르셀로나                                             |  |  |
| 21:00           | 뎀벨레 52′     | 리포트 |                     | 경기장: 캄 노우 관중 수: 59,610 심판: 헤수스 힐 만사노 |  |  |
|                 |                |        |                     |                                                        |  |  |

| 2023년 1월 25일 | 오사수나 (1)              | 2–1 (연) | 세비야 (1)      | 팜플로나                                                                |  |  |
| 22:00           | 아빌라 71′ · 에잘줄리 99′ | 리포트   | 엔-네시리 90+4′ | 경기장: 엘 사다르 관중 수: 19,724 심판: 리카르도 데 부르고스 벵고에체아 |  |  |
|                 |                           |          |                 |                                                                         |  |  |

| 2023년 1월 26일 | 발렌시아 (1)             | 1–3    | 아틀레틱 빌바오 (1)                                  | 발렌시아                                                       |  |  |
| 20:00           | 데 마르코스 43′ (자책골) | 리포트 | 무니아인 35′ · N. 윌리암스 45′ · 베스가 74′ (페널티) | 경기장: 메스타야 관중 수: 45,040 심판: 카를로스 델 세로 그란데 |  |  |
|                 |                          |        |                                                      |                                                                |  |  |

| 2023년 1월 26일 | 레알 마드리드 (1)                              | 3–1 (연) | 아틀레티코 마드리드 (1) | 마드리드                                                             |  |  |
| 21:00           | 호드리구 79′ · 벤제마 104′ · 비니시우스 120+1′ | 리포트   | 모라타 19′              | 경기장: 산티아고 베르나베우 관중 수: 68,000 심판: 세사르 소토 그라도 |  |  |
|                 |                                                |          |                         |                                                                      |  |  |

## 준결승전

### 추첨
준결승전 추첨식은 2023년 1월 30일, 라스 로사스의 스페인 왕립 축구 연맹 본부에서 진행되었다.
| 참가 구단 라 리가 소속 4개 구단                   |
| 아틀레틱 빌바오 바르셀로나 오사수나 레알 마드리드 |

### 요약
| 팀 1              | 합계 | 팀 2                | 1차전 | 2차전    |
| ----------------- | ---- | ------------------- | ----- | -------- |
| 오사수나 (1)      | 2–1  | 아틀레틱 빌바오 (1) | 1–0   | 1–1 (연) |
| 레알 마드리드 (1) | 4–1  | 바르셀로나 (1)      | 0–1   | 4–0      |

### 경기 결과
| 오사수나     | 1–0    | 아틀레틱 빌바오 |
| ------------ | ------ | --------------- |
| 에잘줄리 47′ | 리포트 |                 |

| 아틀레틱 빌바오 | 1–1 (연) | 오사수나      |
| --------------- | -------- | ------------- |
| I. 윌리암스 33′ | 리포트   | 이바녜스 116′ |

합계 2-1로 오사수나가 결승전에 진출함.
| 레알 마드리드 | 0–1    | 바르셀로나          |
| ------------- | ------ | ------------------- |
|               | 리포트 | 밀리탕 26′ (자책골) |

| 바르셀로나 | 0–4    | 레알 마드리드                                    |
| ---------- | ------ | ------------------------------------------------ |
|            | 리포트 | 비니시우스 45+1′ · 벤제마 50′, 58′ (페널티), 80′ |

합계 4-1로 레알 마드리드가 결승전에 진출함.

## 결승전
| 레알 마드리드    | 2–1    | 오사수나 |
| ---------------- | ------ | -------- |
| 호드리구 2′, 70′ | 리포트 | 토로 58′ |

## 우승
| 코파 델 레이 2022–23 우승 |
| ------------------------- |
| 레알 마드리드 20번째 우승 |

## 득점 집계
| 순위 | 선수                | 득점            | 구단 |
| ---- | ------------------- | --------------- | ---- |
| 1    | 키케 가르시아       | 오사수나        | 5    |
| 2    | 카림 벤제마         | 레알 마드리드   | 4    |
| 2    | 새뮤얼 추쿠에제     | 비야레알        | 4    |
| 2    | 유세프 엔-네시리    | 세비야          | 4    |
| 2    | 우로슈 밀로바노비치 | 스포르팅 히혼   | 4    |
| 2    | 무니르              | 헤타페          | 4    |
| 2    | 로베르트 나바로     | 레알 소시에다드 | 4    |
| 2    | 호드리구            | 레알 마드리드   | 4    |
| 2    | 오리올 솔데빌라     | 인테르시티      | 4    |
| 10   | 알렉스 베렝게르     | 아틀레틱 빌바오 | 3    |
| 10   | 에티엔 카푸에       | 비야레알        | 3    |
| 10   | 제라르 모레노       | 비야레알        | 3    |
| 10   | 아브돈 프라츠       | 마요르카        | 3    |
| 10   | 로드리              | 세우타          | 3    |
| 10   | 비니시우스 주니오르 | 레알 마드리드   | 3    |
| 10   | 니코 윌리암스       | 아틀레틱 빌바오 | 3    |